# Horloge
Pour les articles homonymes, voir Horloge (homonymie).

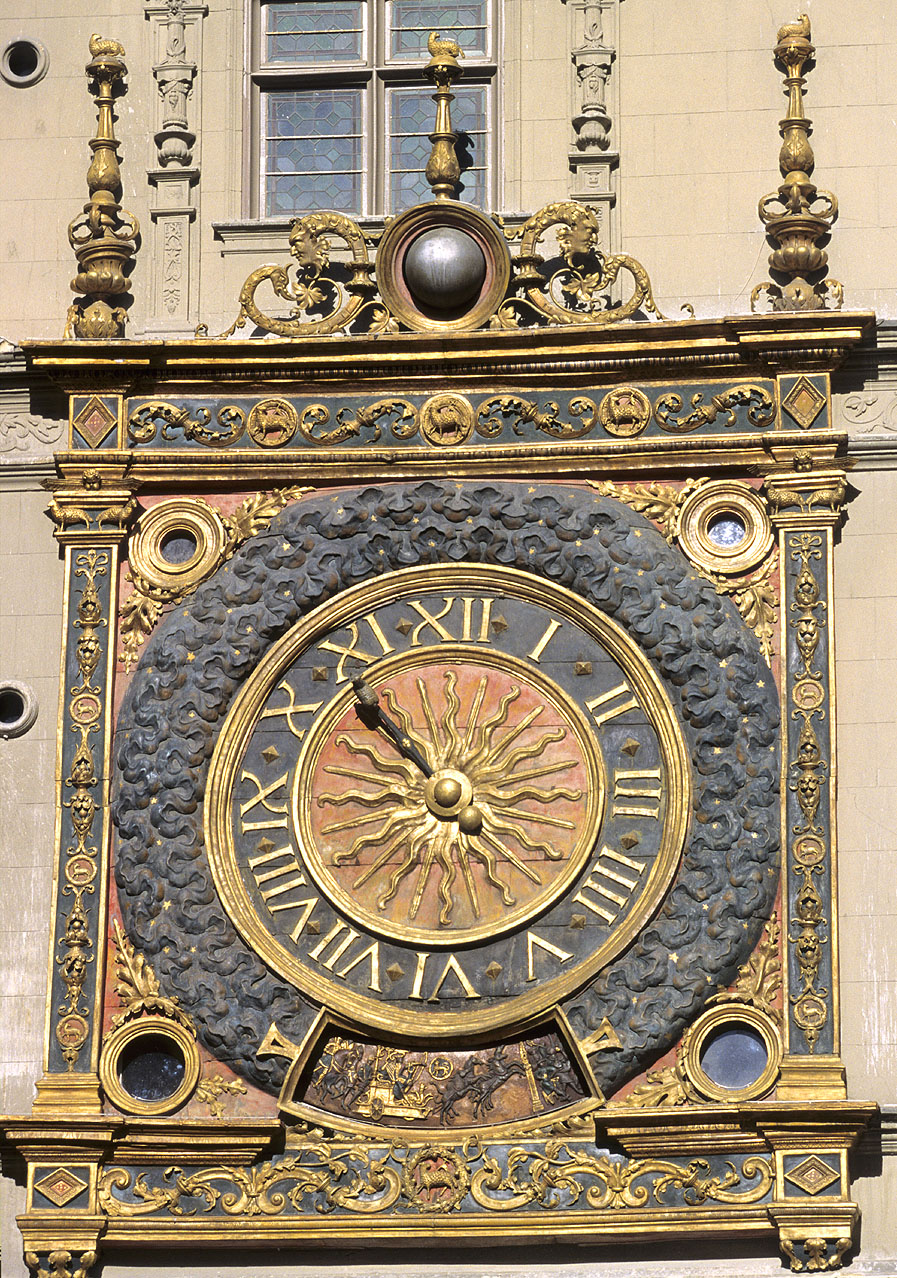
Le Gros-Horloge de Rouen, horloge astronomique d'époque Renaissance.

Une horloge est un instrument de mesure du temps qui généralement indique l'heure en continu. Le mot vient du latin horologium, « qui dit l’heure », lui-même dérivé du grec ὡρολόγιον (formé à partir de ὥρα, « l'heure », et de λέγειν, « dire », λόγιον, « le dire »).
Depuis l'Antiquité, le terme latin « horologium » désigne tout instrument susceptible d'indiquer l'heure, ce qui a mené bien souvent à des difficultés d'interprétation des textes anciens. Ainsi, un cadran solaire, une horloge hydraulique, un astrolabe, un nocturlabe, une horloge mécanique étaient-ils qualifiés d'« horologia ».

« C'est une des infortunes de la recherche qu'il n'y ait eu qu'un seul mot pour désigner l'horloge dans l'Europe occidentale du Moyen Âge : (h)orologium… Cette remarque que formule D. S. Landes pour le Moyen Âge est également valable dans l'Antiquité. »

Après une analyse des informations inhérentes au temps, seront présentés ici, succinctement, les différents types d'horloges, au sens étymologique du terme, en suivant approximativement leur chronologie.

## Le temps et les horloges
Dans une représentation graphique de l'écoulement du temps physique, on peut distinguer différentes informations :
1. Des instants, donnés par des repères temps identifiables qui peuvent être quelconques : t1, t2, t3 ; exemples :  début d'un discours, fin du même discours, lever, coucher du Soleil, instant de naissance, etc. ;
2. Des durées ou laps de temps, intervalles entre deux instants définis à priori d'un même phénomène : durée 1… ; exemple : durée d'un discours, de la vie, etc. Ces durées peuvent être ou non quantifiées en temps ;
3. Des mesures du temps (astronomique), ce qui suppose un instant origine, une unité de temps et une suite continue d'éléments unitaires qui peuvent éventuellement être « tracés » par un instrument compteur : horloge, calendrier, ères, etc.

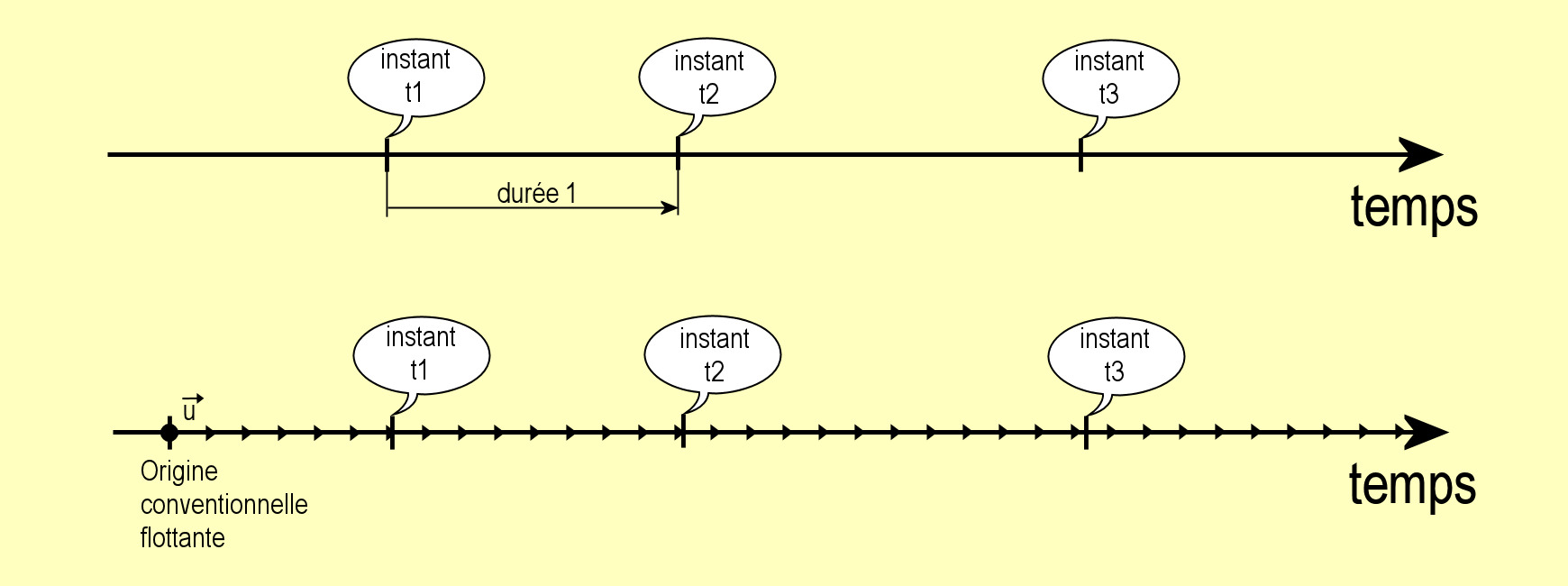
Informations relatives au temps physique.

Les instruments donnant une information sur le temps qui passe peuvent être de type 1 ou 2 ou 3 ou une de leurs combinaisons. Ainsi :
- type 1 : l'instrument cloche est de ce type. La cloche permet de signaler un instant particulier : début d'un office religieux t1, fin du même office t2, alerte incendie, ouverture d'un marché, etc. Le signal est émis par décision humaine ou est lié à une horloge ;
- type 2 : l'objet clepsydre est de ce type. Elle permet, par exemple, de limiter la durée d'un discours d'un orateur sans chiffrer en temps ce discours t2 - t1 = ?. Par contre, un sablier, lui aussi de type 2, calibré en temps (huit minutes par exemple) permet de signifier, qu'entre l'instant initial où on le retourne et l'instant final où tout le sable est au fond de l'ampoule inférieure, la durée écoulée est de huit minutes ; sur le deuxième graphe t2 - t1 vaut huit minutes ;
- type 3 : une horloge, au sens strict, indique le temps qui passe en continu ; temps qui peut s'exprimer en heures avec ses subdivisions éventuelles (minutes, secondes). Elle est de ce type avec ses contraintes : instant origine et unité de temps. Sur le graphe inférieur de l'illustration on peut lire par exemple, pour une horloge initialement réglée à midi, avec une échelle temps en minutes : instant t1 : 6 min ; instant t2 : 14 min ; instant t3 : 25 min. On en déduit, bien sûr t2 - t1 = 8 min, etc.

Tout instrument qui ne donne que des informations de type 1 ou 2 ne peut donc être considéré comme une horloge ; ces pseudo-horloges seront si besoin évoquées, mais non développées.

## Symbolique
En iconographie, le sablier et l'horloge sont souvent vus comme un symbole de la fuite du temps et de la précarité de la vie. Mais curieusement, entre le milieu du XVe siècle et le milieu du XVIIe siècle, toute une série de représentations de l’Annonciation (peintures murales, enluminures, panneaux sur bois ou toiles, gravures) comporte un sablier ou une horloge, comme l’a relevé l’historien de l’art Philippe Junod. Dans ces cas, ces instruments peuvent être interprétés comme des emblèmes d’un temps nouveau dans le cadre de l’iconographie chrétienne, traduisant l’Incarnation, l’instant où le Verbe se fait Chair, où l’éternité devient temps.

## Horloges élémentaires
On peut s'appuyer sur les cinq éléments que sont la terre, l'eau, l'air, le feu et le ciel, vocabulaire d'usage courant au XVIIe siècle, pour classer les précurseurs des horloges mécaniques ayant un lien avec les horologia.
Dans un ordre qui s'efforce d'être chronologique on trouve pour chaque élément cité les horloges suivantes :
- le ciel : les horloges stellaires : les horloges solaires de tous types, le nocturlabe, les astrolabes ;
- l'eau : les horloges hydrauliques, issues de la clepsydre ;
- la terre : les horloges à sable, issues du simple sablier ;
- le feu : les horloges à feu : bougies, horloges à encens, lampes à huile graduées ;
- l'air : les horloges pneumatiques.

Suivront les horloges mécaniques, adaptation mécanique, à l'origine, aux cloches sonnant les heures.

### Horloges stellaires
Elles permettent la lecture de l'heure à partir des étoiles dont la première est notre Soleil.

#### Horloges solaires

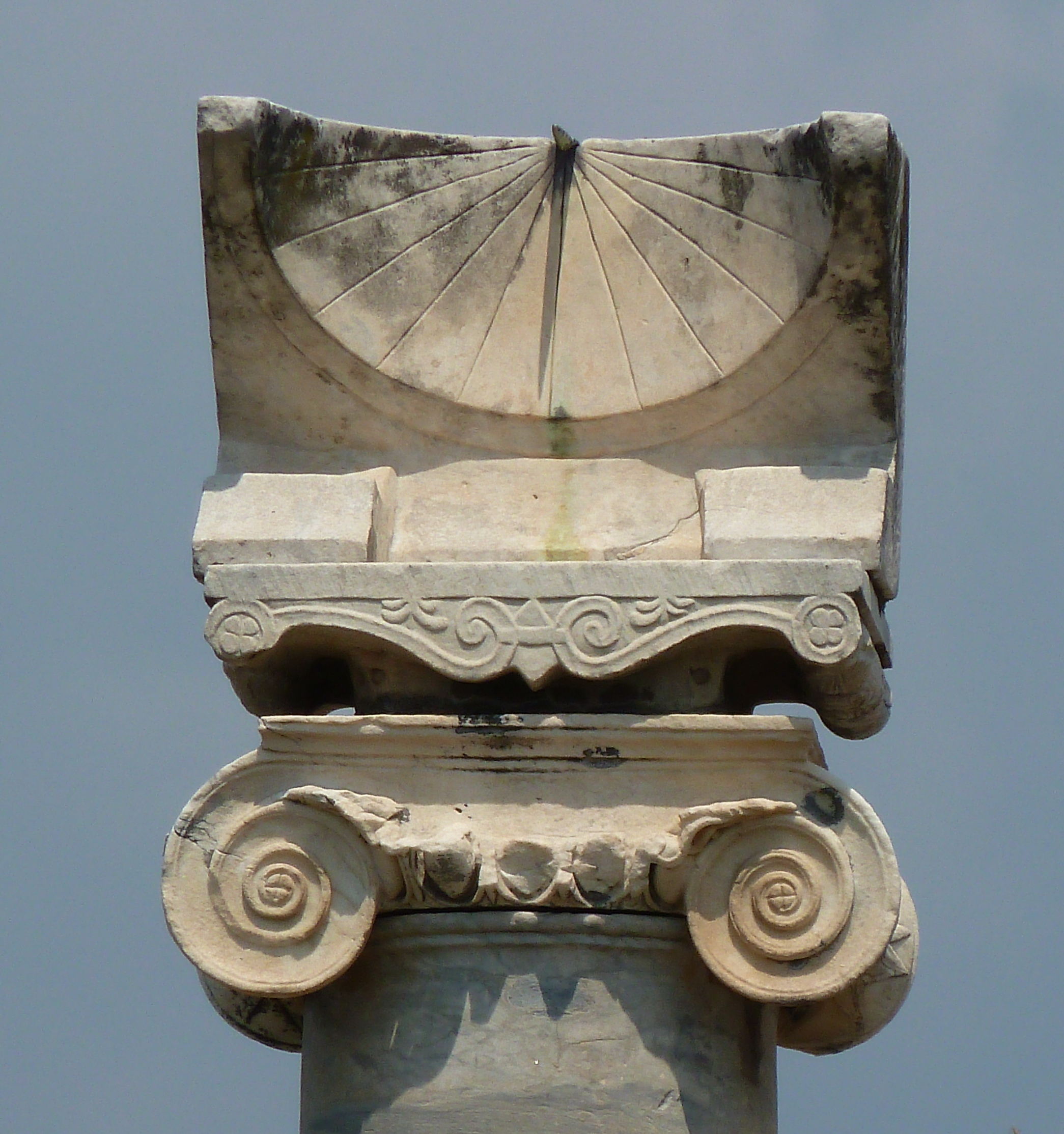
Horloge solaire du temple d'Apollon, Pompéi, av. l'an 79 ; elle indique l'heure temporaire.

Une horloge solaire, ou cadran solaire, indique les heures de la journée de soleil. Le cadran utilise généralement l'ombre projetée d'un style - ou d'un gnomon (à l'origine) - sur une table où sont tracées les lignes horaires.
Le cadran solaire a été largement utilisé dans l'Antiquité. Les premiers essais de division de la journée par des instruments solaires sont dus aux Égyptiens, probablement pour un usage religieux. Les instruments à ombre retrouvés dans des tombes, datés du XIVe siècle av. J.-C., avec des repères marqués sur une règle horizontale, laissent supposer qu'il s'agissait d'indicateurs de temps, mais leur analyse gnomonique ne permet pas d'inclure ces instruments dans la famille des cadrans solaires, tout simplement parce qu'ils ne peuvent pas donner l'heure, dans leur principe d'exploitation !
Les premiers véritables cadrans horaires sont dus aux Grecs et ils apparaissent vers le IVe siècle av. J.-C. De forme sphérique ou hémisphérique, avec un gnomon central, ils sont tracés en heures inégales (ou temporaires), avec éventuellement les lignes des solstices ainsi que la ligne des équinoxes. Plus tard, chez les Grecs et les Romains, on trouvera des cadrans d'autres types : cadrans-plans, cadrans cylindriques, etc. Une étude récente recense plus de 700 horloges solaires antiques classées dans au moins seize types différents. Le vocabulaire latin utilisé pour les désigner est souvent horologium, mais on trouve aussi : horarium, solarium, solarium horologium, hemisphaerium, horoscopium.
Au Moyen Âge, l'horloge des voyageurs, horologium viatorum, est un cadran solaire courant qui existait déjà dans l'Antiquité. C'est un cadran de hauteur cylindrique appelé communément cadran de berger. L'appellation horologium poursuivra les cadrans solaires jusqu'à l'époque moderne, notamment dans les ouvrages de gnomonique s'intitulant souvent « horlogiographie ».
Les horloges solaires, depuis toujours, indiquent l'heure solaire locale dite « heure vraie ». Elles ont été utilisées pour régler la marche des horloges mécaniques jusqu'à la période moderne. Cependant, les limitations pratiques (fonctionnement en journée et nécessité que le soleil brille) ont encouragé l'utilisation d'autres techniques de mesure du temps, comme le nocturlabe ou mieux l'astrolabe.

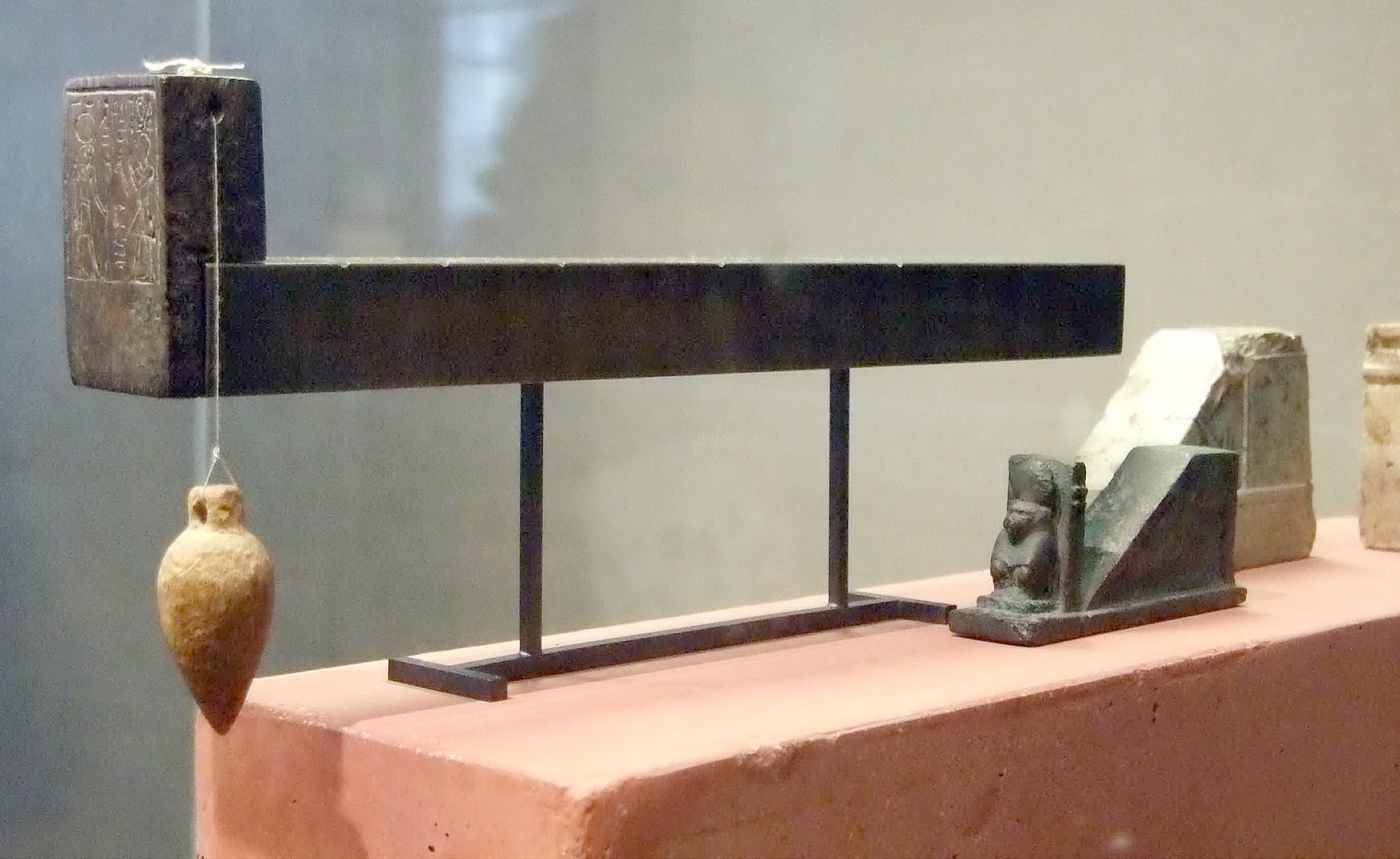
Pseudo horloges solaires égyptiennes, Musée du Louvre.
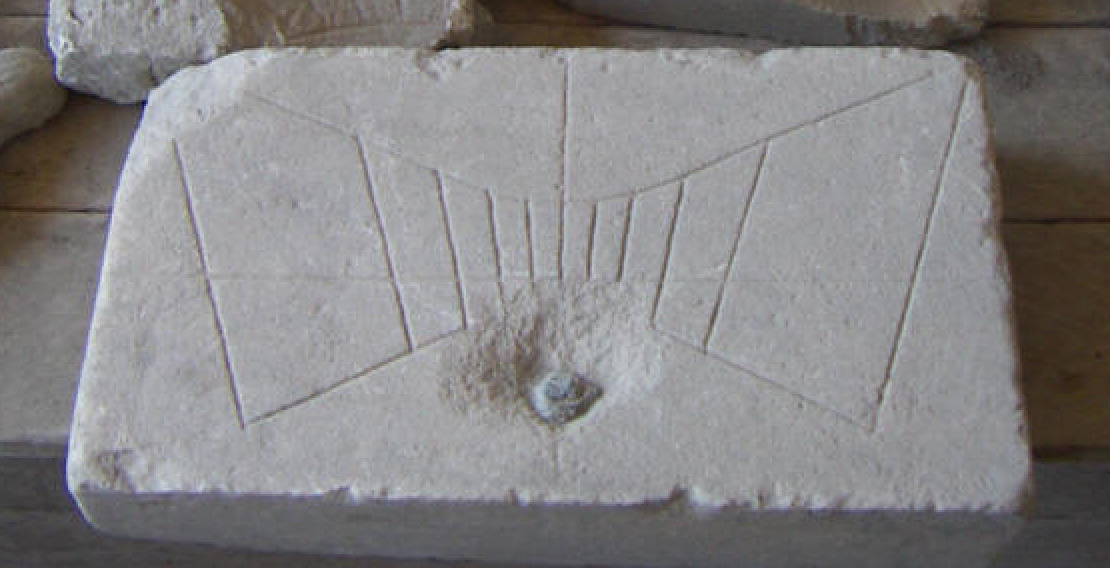
Cadran plan horizontal, à heures temporaires, Pompéi.
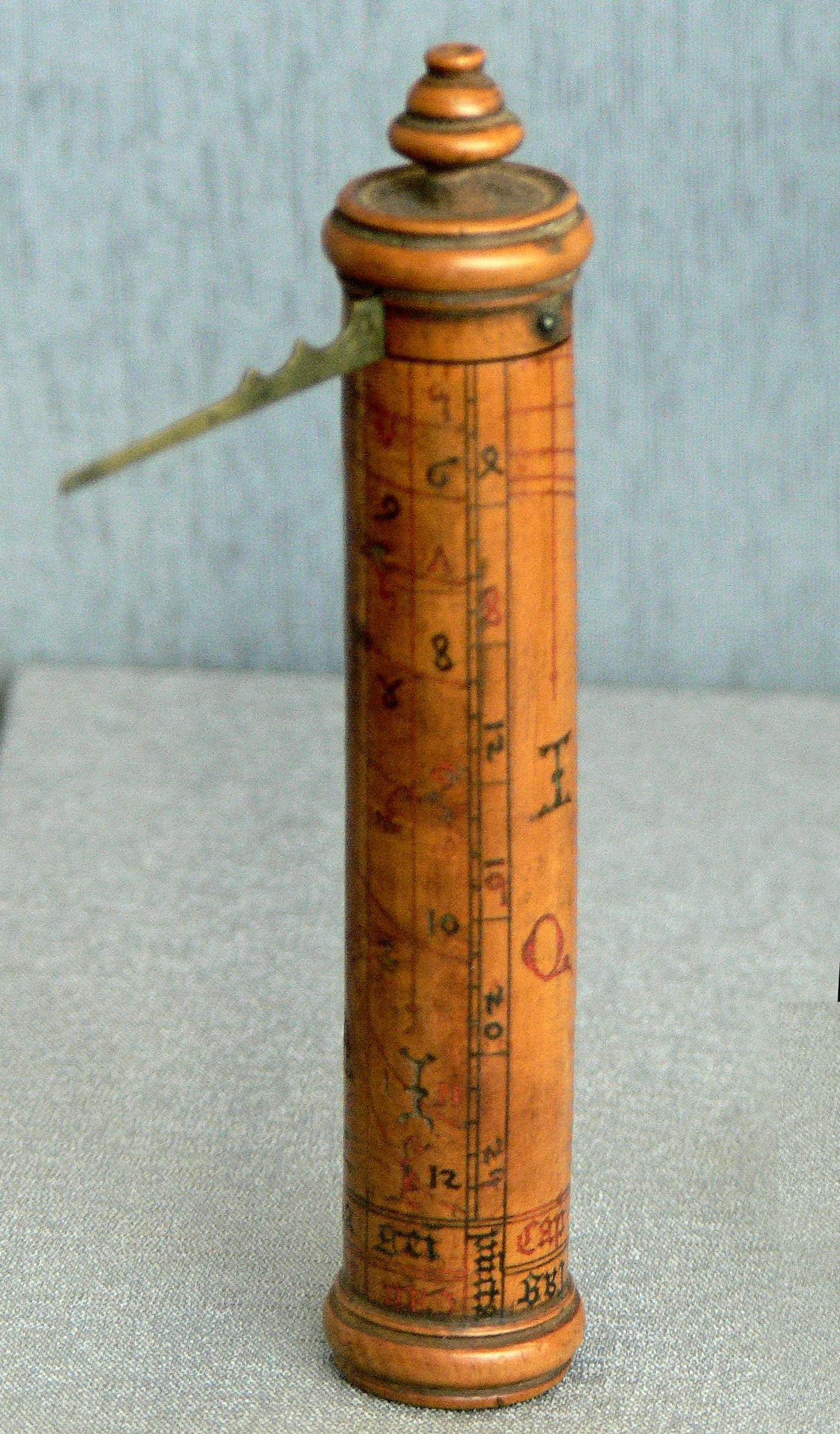
L'horloge des voyageurs, horologium viatorum, XVIe siècle.
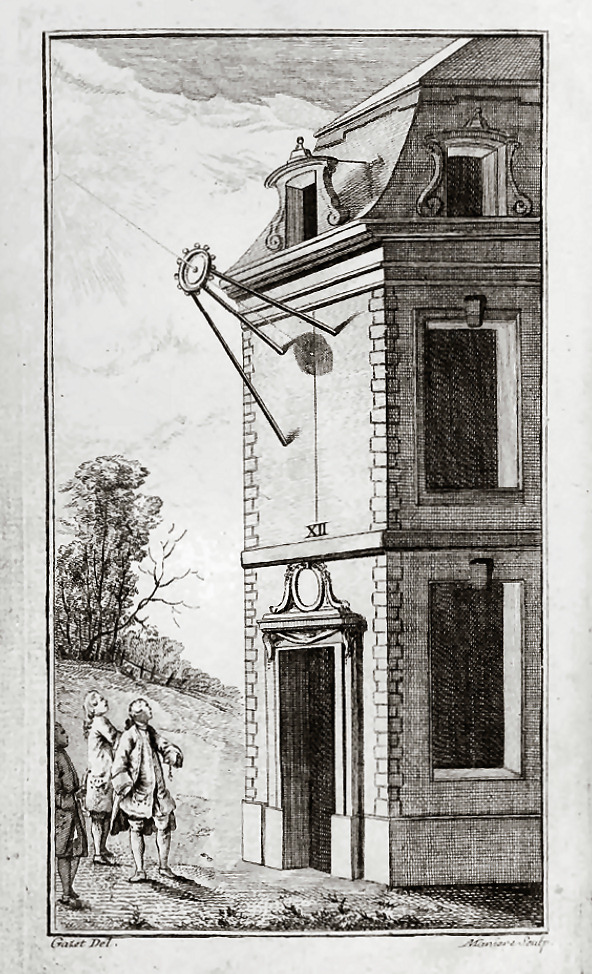
Midi vrai à la montre et à la méridienne, XVIIIe siècle.

#### Horloges journalières

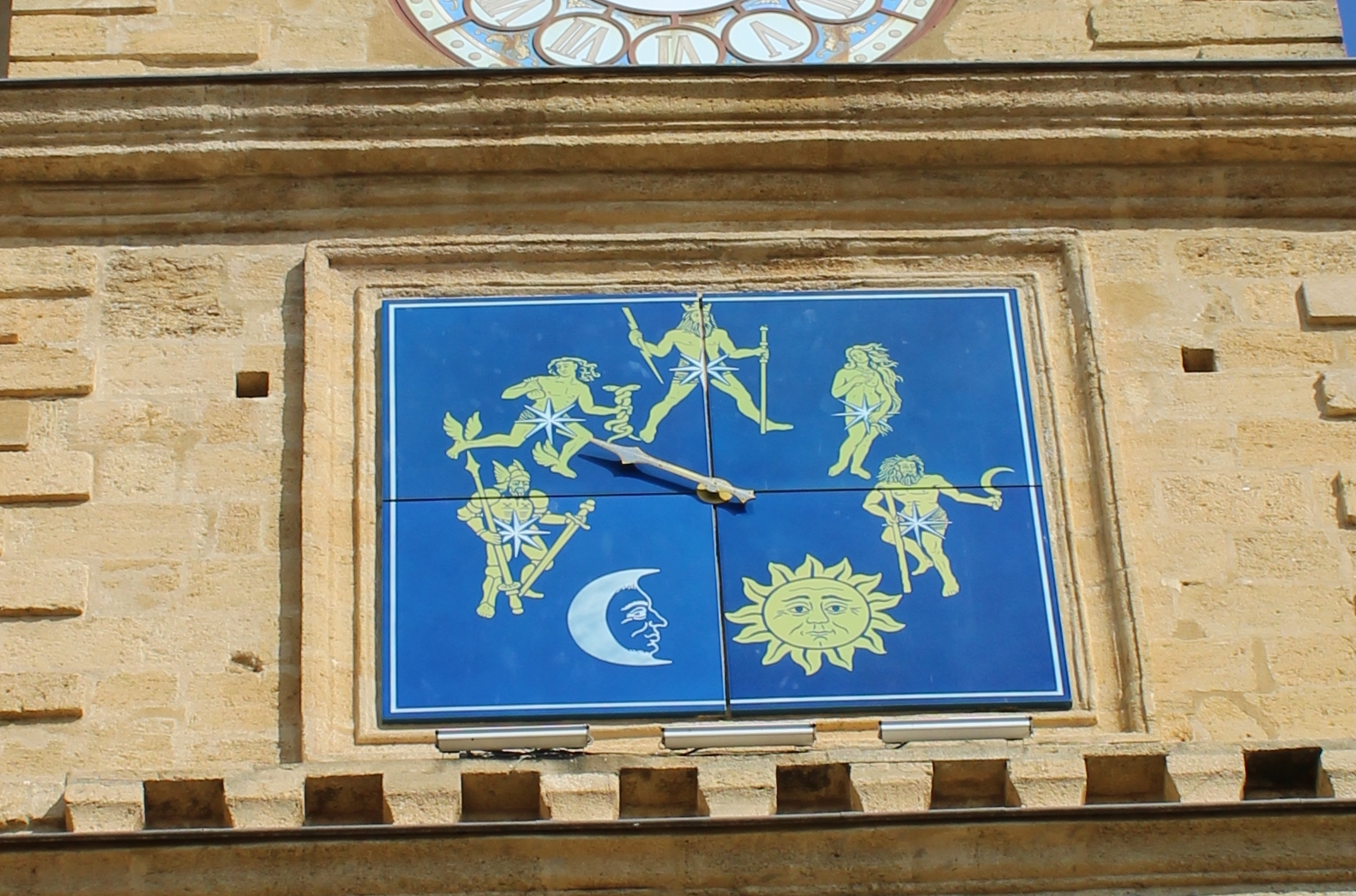
Tour de l'horloge de Salon-de-Provence. L'aiguille indique les jours de la semaine ; ici le dieu Mercure, donc Mercredi.

Une horloge journalière comporte une seule aiguille qui indique à l'aide d'un symbole le jour de la semaine.
| Jour de la semaine | Astre ou dieu correspondant |
| ------------------ | --------------------------- |
| Lundi              | Lune                        |
| Mardi              | Mars                        |
| Mercredi           | Mercure                     |
| Jeudi              | Jupiter                     |
| Vendredi           | Vénus                       |
| Samedi             | Saturne                     |
| Dimanche           | Soleil                      |

#### Nocturlabe

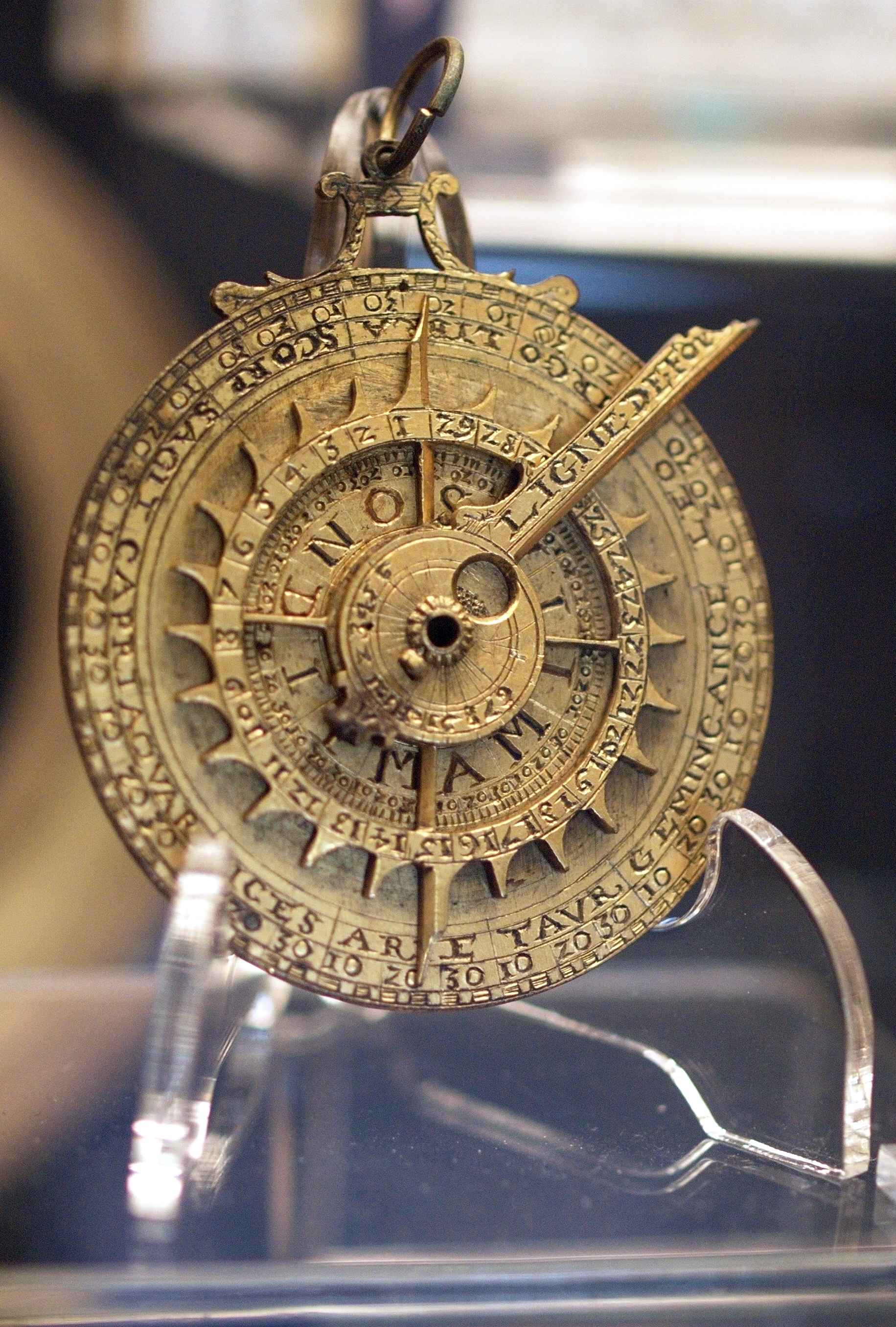
Un nocturlabe de la Renaissance, ca. 1600.

Le nocturlabe, « horloge aux étoiles », est un instrument utilisé pour déterminer l'heure par la position d'une étoile particulière visible dans le ciel nocturne. En visant simultanément cet astre et le pôle céleste, en fonction de la date, le nocturlabe permet de lire approximativement l'heure moyenne,.
L'origine du nocturlabe est mal connue. Dans les premières évocations d'un instrument donnant l'heure la nuit, il est parlé de nocturnum horologium et, dans d'autres documents, on parle tout simplement d''horologium.
À la fin du Xe siècle, des textes relatifs à Gerbert d'Aurillac, soulignent que ce dernier a rapporté de Catalogne  un horologium. La première hypothèse, datant du XIXe siècle, était qu'il s'agissait - comme pour l'horloge de Charlemagne d'ailleurs - d'une horloge mécanique ; puis, ce fut un astrolabe, et à la fin du XXe siècle certains historiens ont proposé le nocturlabe. En 2015, plus d'une centaine de chercheurs travaillent encore sur Gerbert, mais son horologium n'est toujours pas déterminé,.
Au XIIe siècle, un des manuscrits astronomiques de la bibliothèque de l’abbaye du Mont-Saint-Michel, aujourd’hui conservée à Avranches, nous montre l'utilisation simpliste d'un nocturlabe : un moine du Mont-Saint-Michel, dans une position inconfortable, utilise une sorte de tube pour viser le pôle et l'étoile « computatrice » qui est soulignée sur la figure.
Une copie d'un autre manuscrit, de la même époque, conservé à Chartres et détruit en 1944, montre plus explicitement l'utilisation du nocturlabe.

Le nocturlabe au Moyen Âge
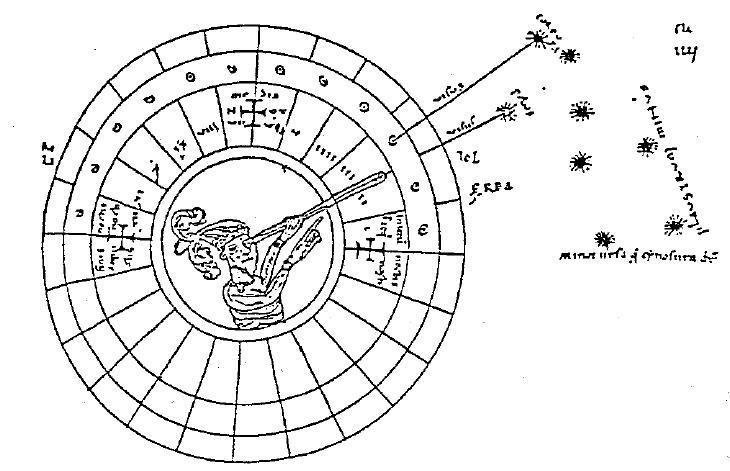
Utilisation du nocturlabe, Ms. XIIe siècle, Chartres.
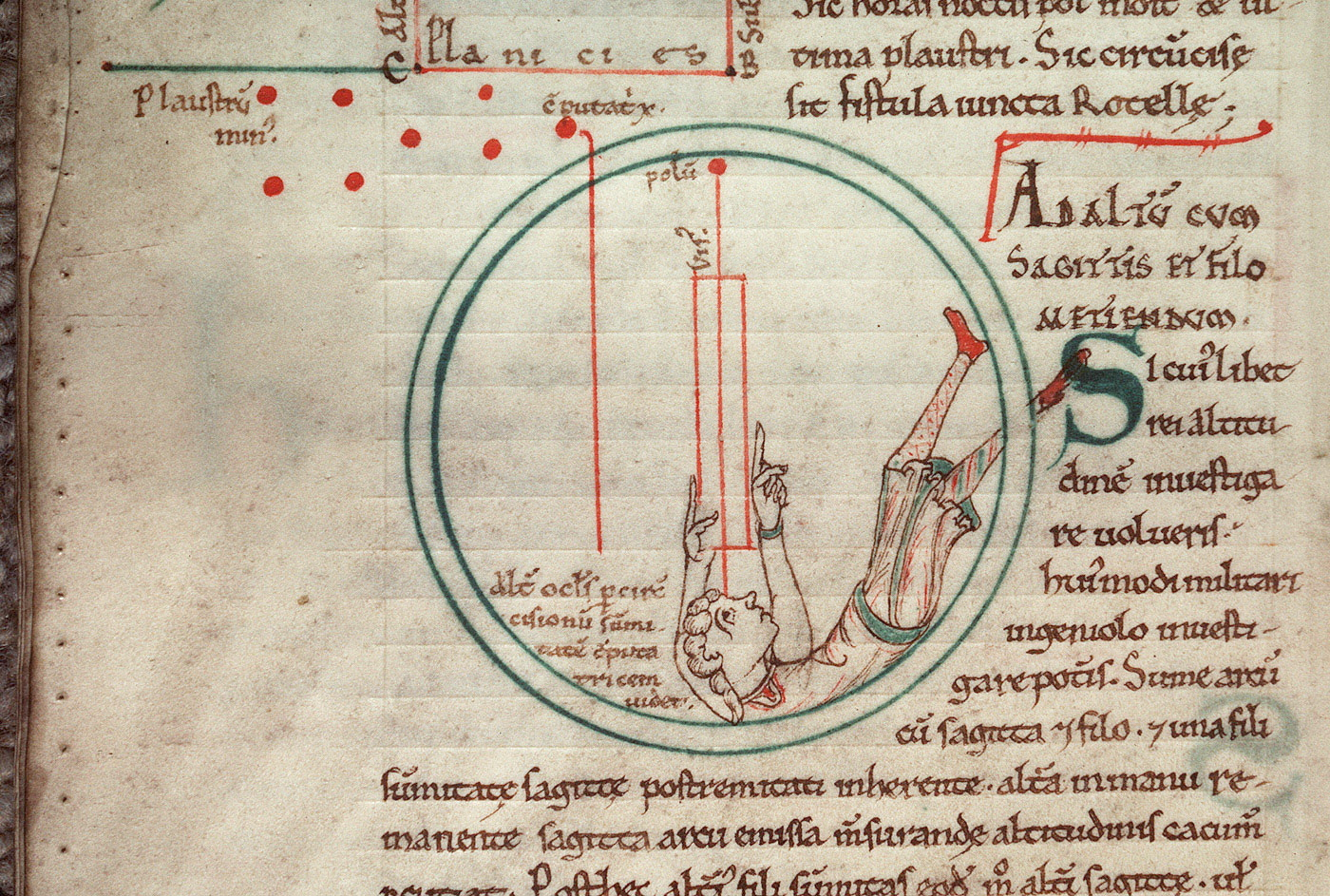
Lire « l'heure aux étoiles », Ms. XIIe siècle, Avranches.
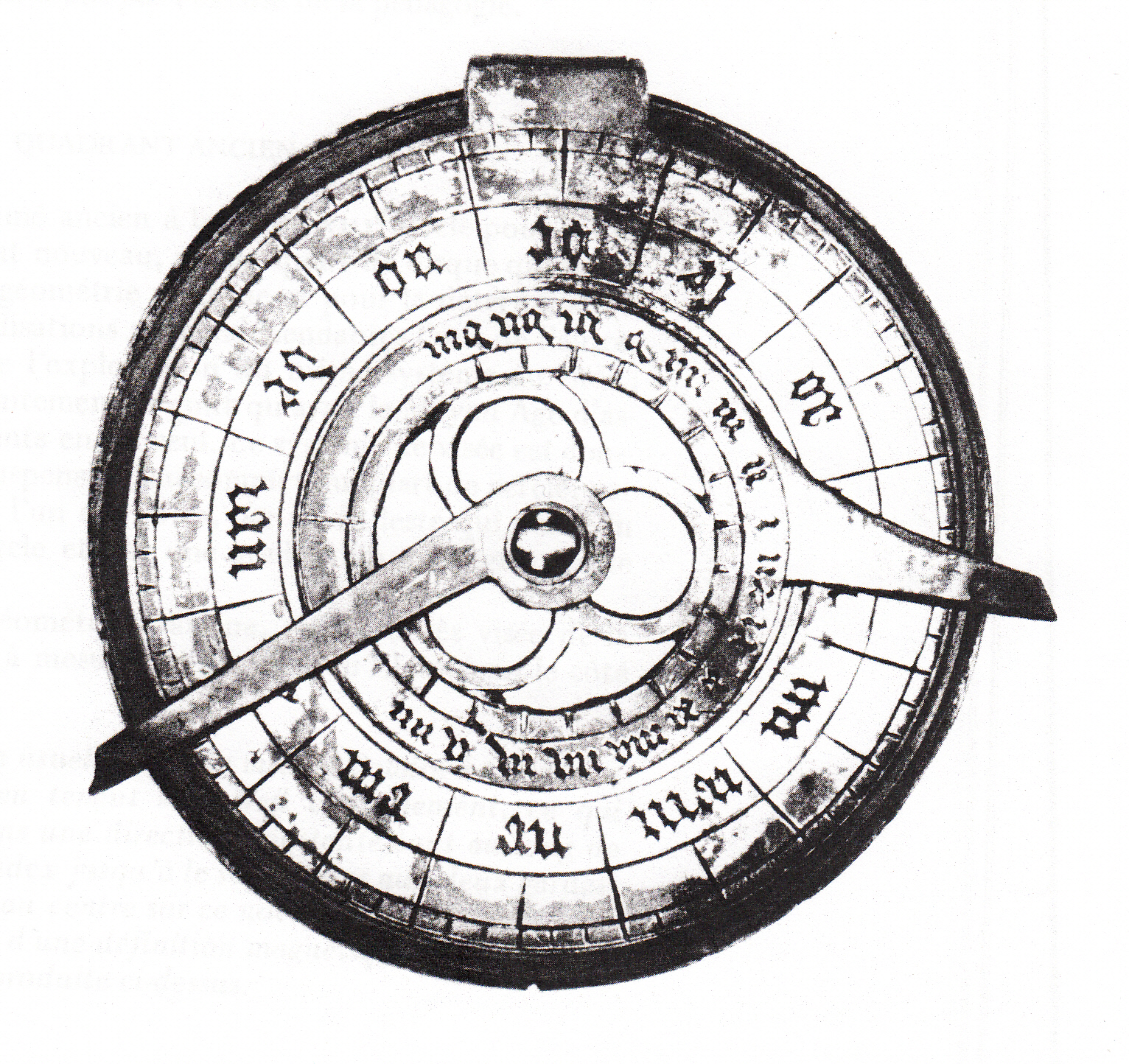
Un nocturlabe ancien, Musée Oxford.

Cette horloge de nuit sera principalement utilisée dans la marine, jusqu'à la fin du XVIIIe siècle.

#### Astrolabe

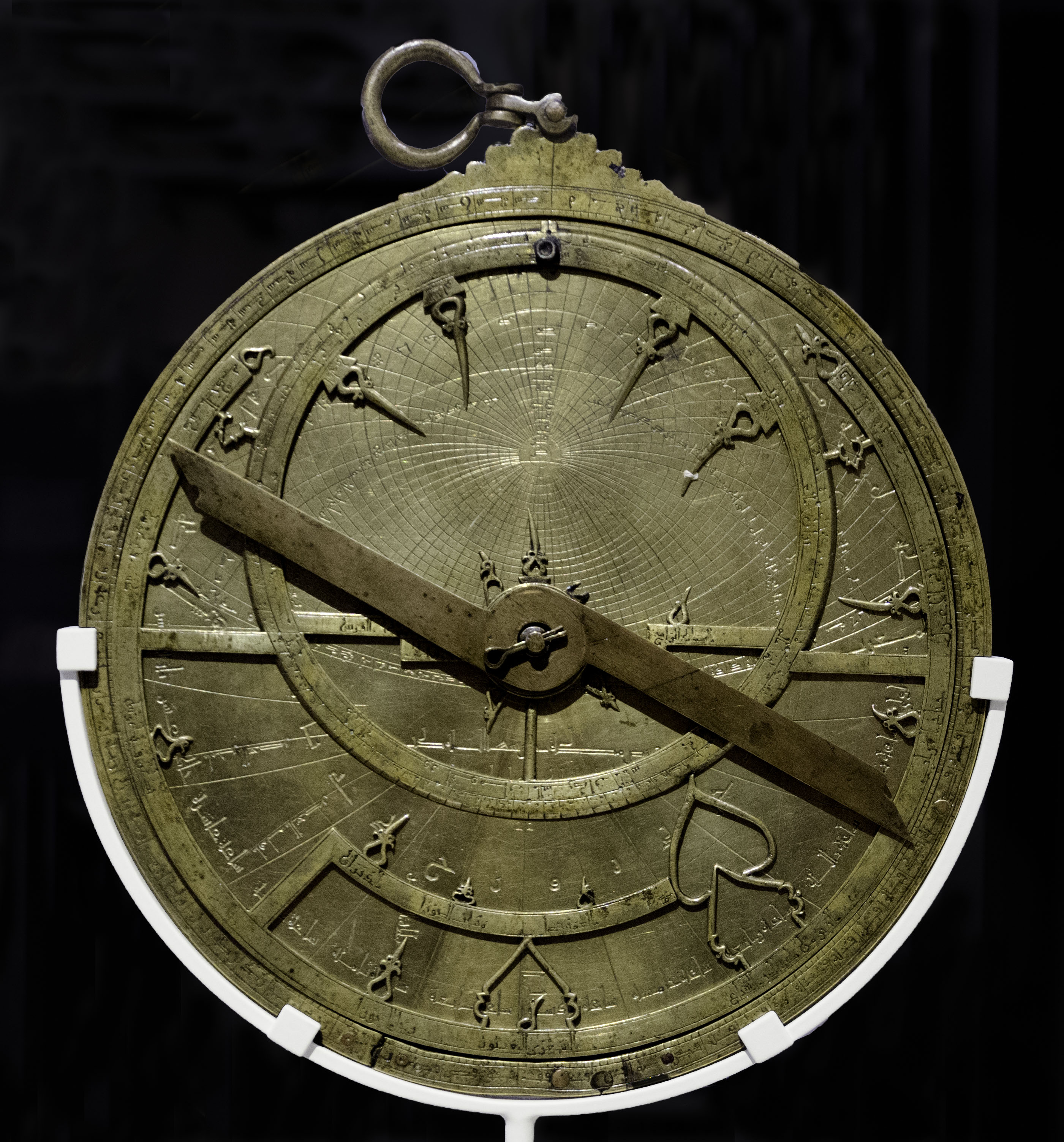
Astrolabe andalou, Tolède, 1067.

L'astrolabe, plus spécialement l'astrolabe planisphérique est un instrument complexe dont une des multiples fonctions est de donner l'heure solaire vraie, soit de jour par le Soleil, soit de nuit par les étoiles ; d'où son importance par rapport au nocturlabe et aux cadrans solaires.
L'histoire de l'astrolabe est assez bien connue. Développé sous l'Antiquité tardive, il est perfectionné et mis intensément en pratique par les astronomes arabes. Il est introduit en Europe occidentale vers l'an 1000 ; le premier traité en latin, concernant la conception de l'instrument, provient de Hermann der Lahme, de Reichenau vers l'an 1045.
Pendant la période du  XIe siècle au milieu du XIVe siècle, ce nouvel instrument, sans nom latin, est tout simplement appelé horologium, ce qui fait que son identification à travers les écrits est incertaine.
Il se peut que Gerbert d'Aurillac ait eu connaissance de son existence avant l'an 1000 en se rendant en Catalogne ; il est dit qu'il a rapporté, de son séjour à Ripoll, des écrits sur l'utilisation de l'instrument, mais leur interprétation est difficile : certains y voient plutôt des textes relatifs au nocturlabe.
Comme dit précédemment, l'appellation horologium ne permet pas, à cette époque, de différencier les instruments de mesure du temps, d'où le flou sur l'évocation des horologia et notamment sur la date origine des horloges mécaniques qui suivront.
Instrument astronomique « universel », l'astrolabe sera à la mode - Abélard et Héloïse n'ont-ils pas prénommé leur fils Astrolabe ! Jusqu'à l'époque moderne, il accompagnera l'horloge mécanique pour en effectuer le réglage (mise à l'heure).

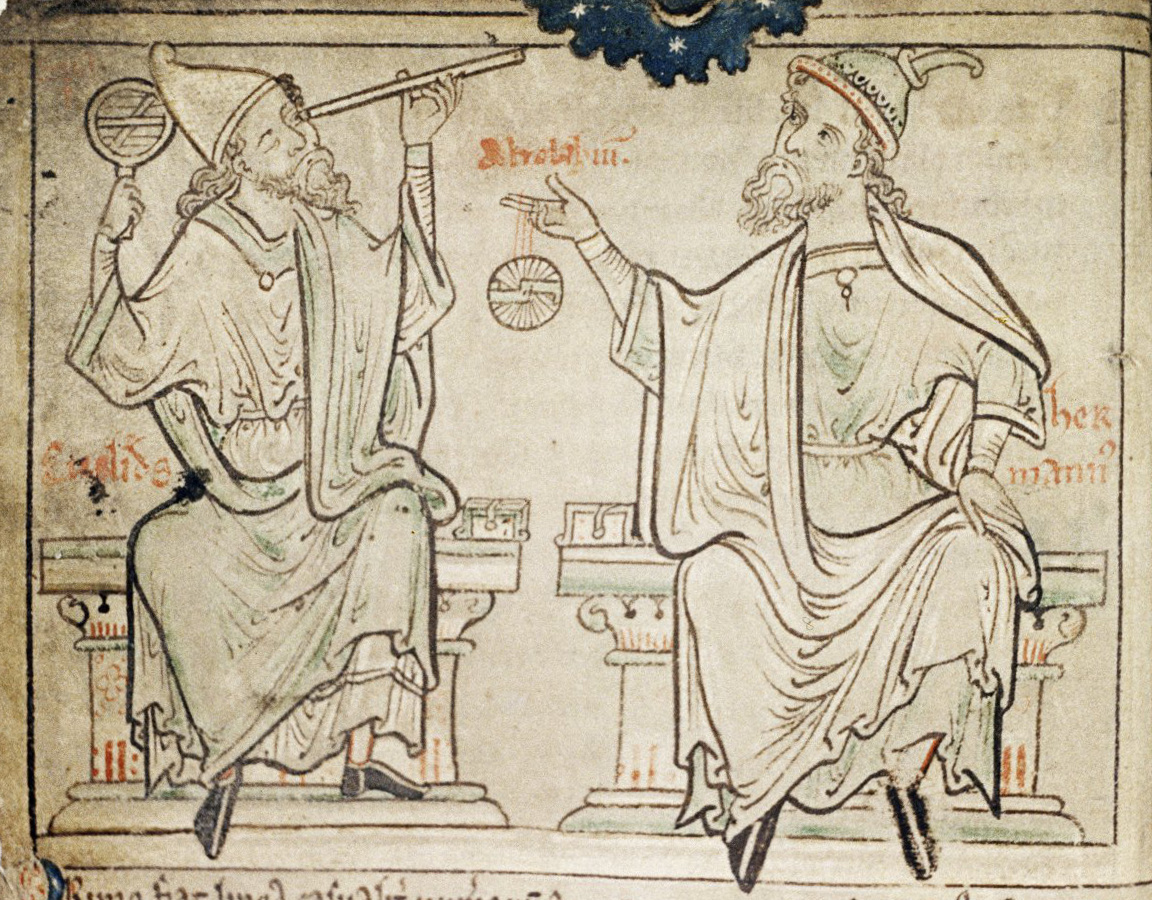
Hermann de Reichenau avec un astrolabe (scène supposée vers 1045).
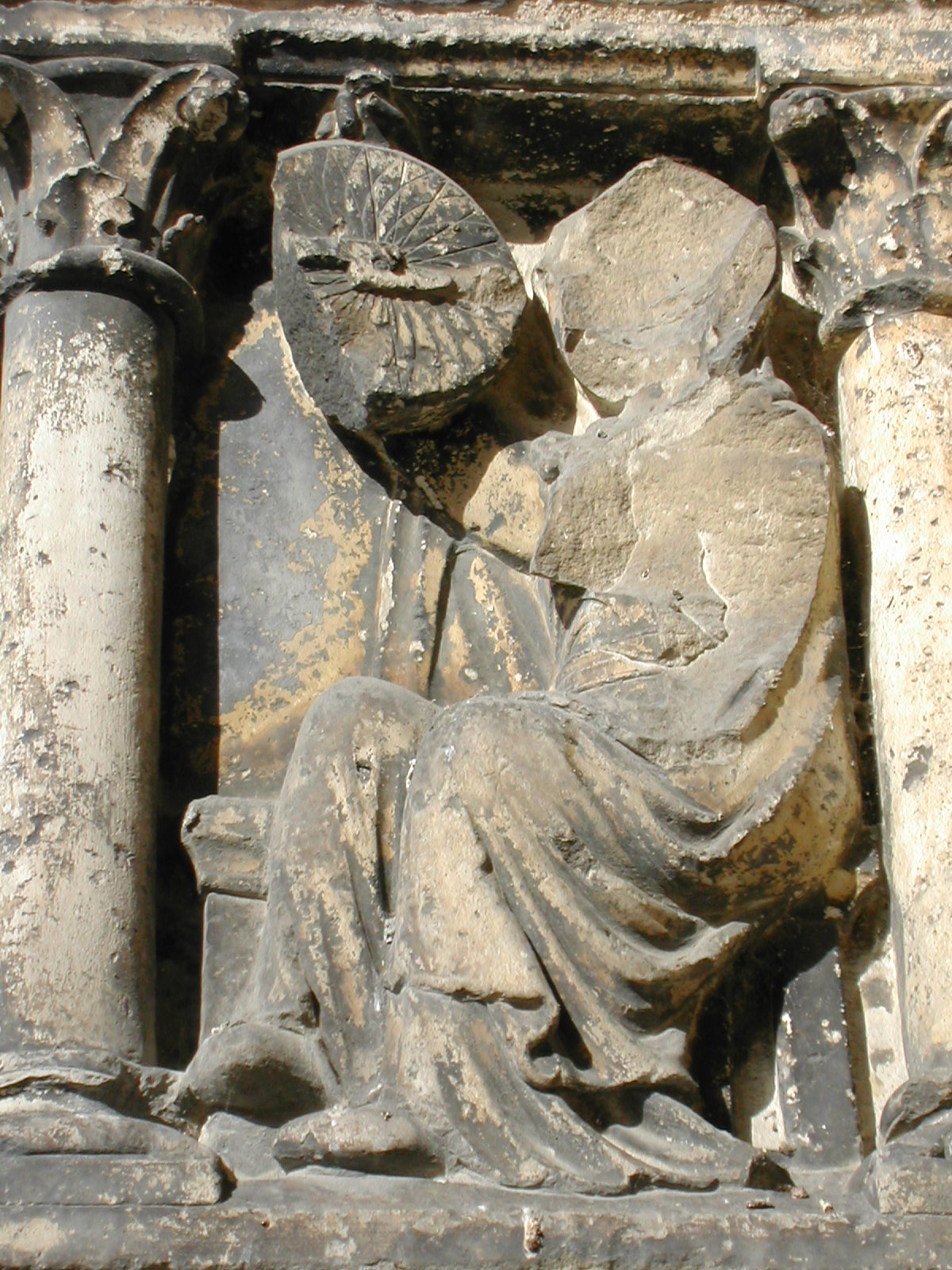
Première sculpture d'un astrolabe, cathédrale de Sens (ca. 1230).
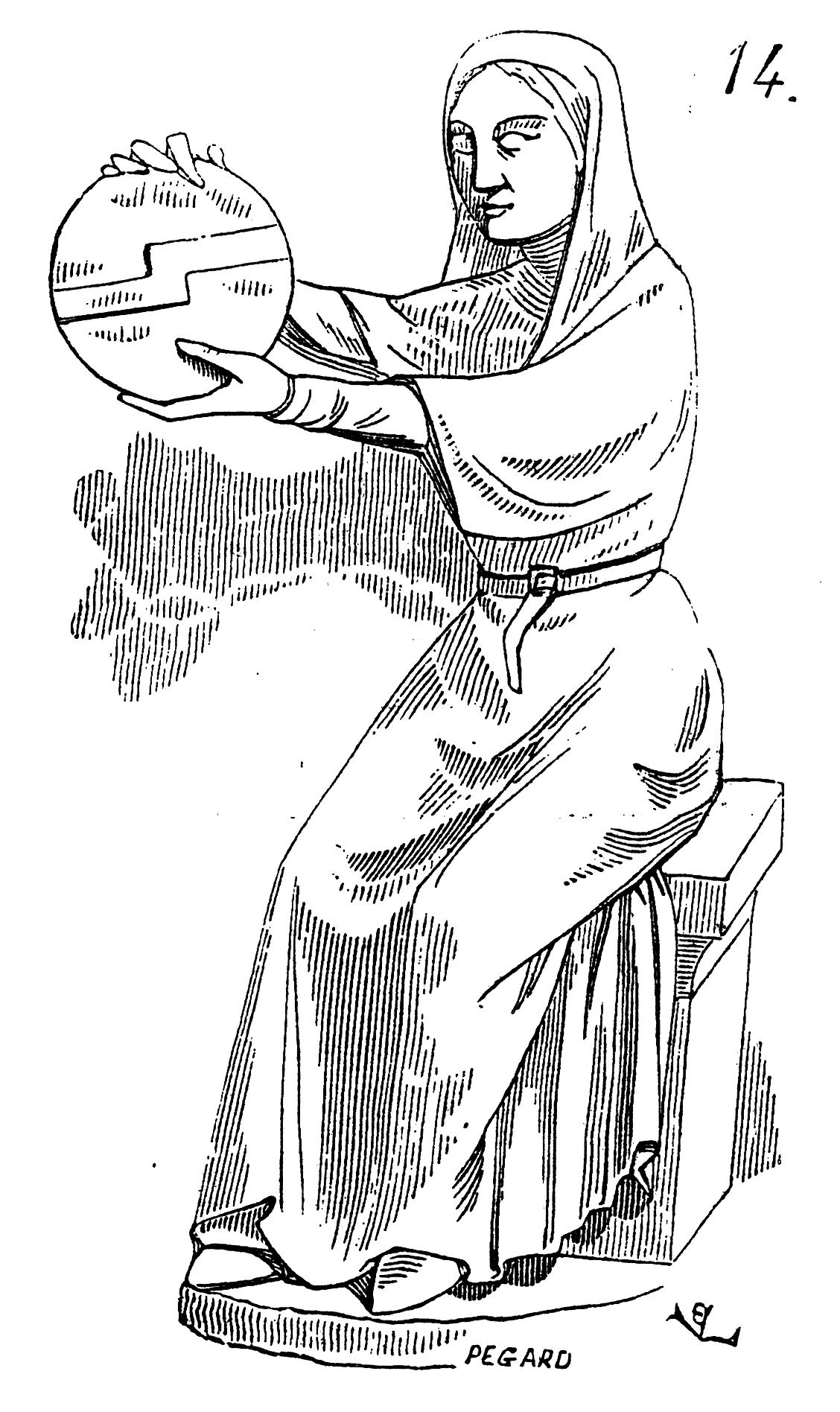
Autre représentation, sur la cathédrale de Laon (ca. 1250).
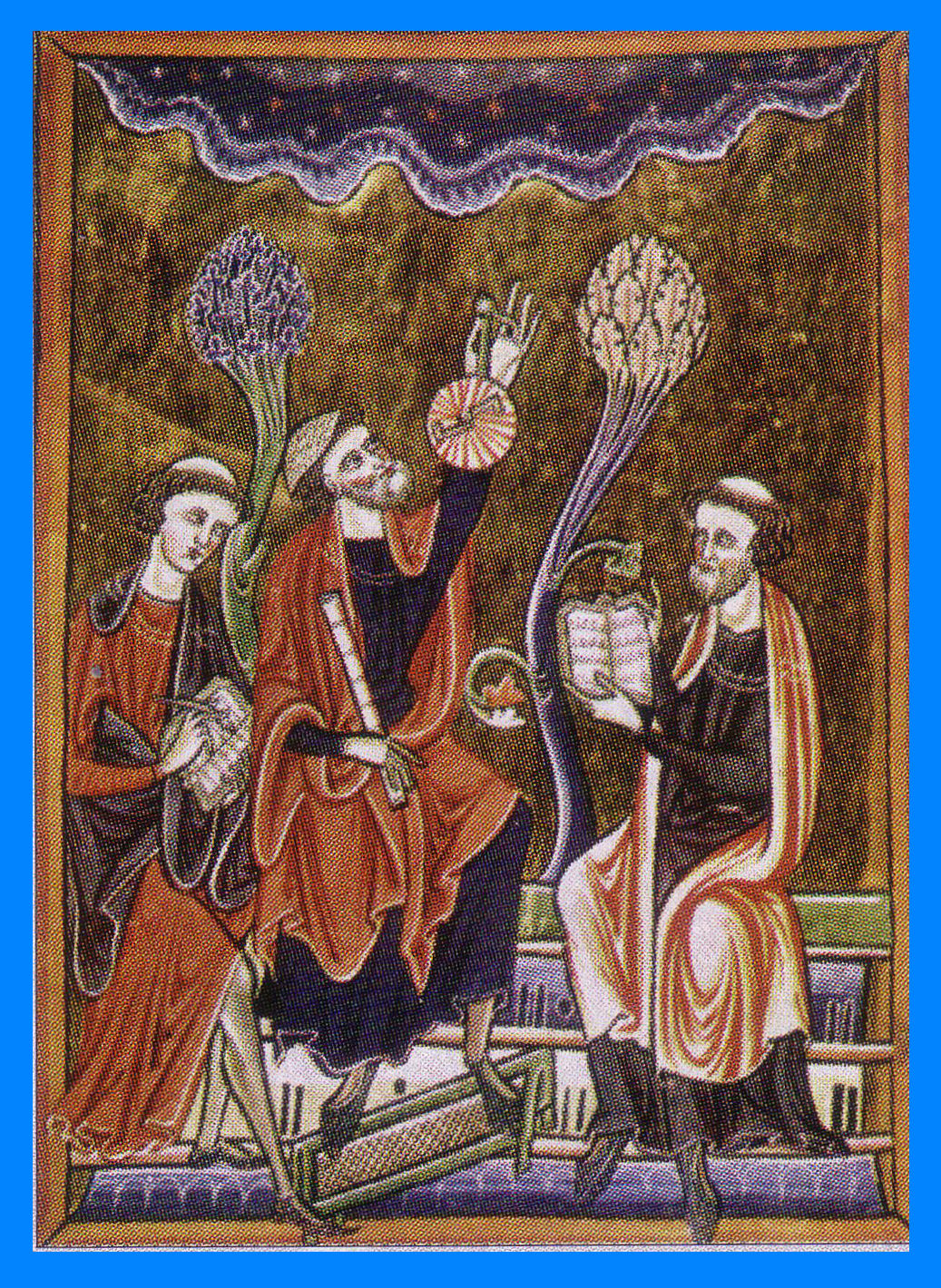
Miniature du psautier de Saint Louis et de B. de Castille (ca. 1250).
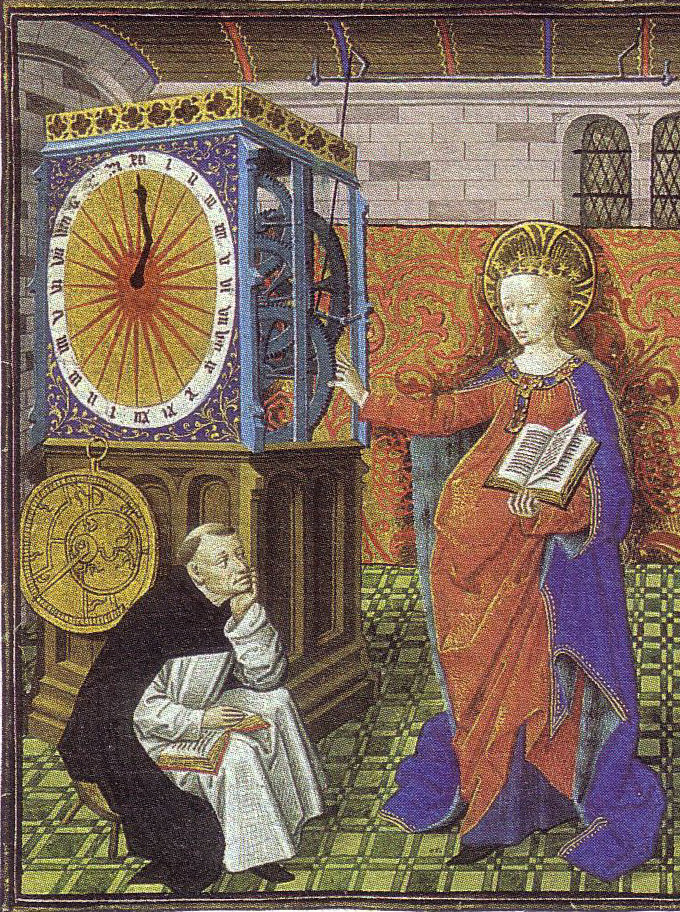
Une horloge mécanique et son astrolabe pour mise à l'heure (ca. 1450).

### Horloges hydrauliques

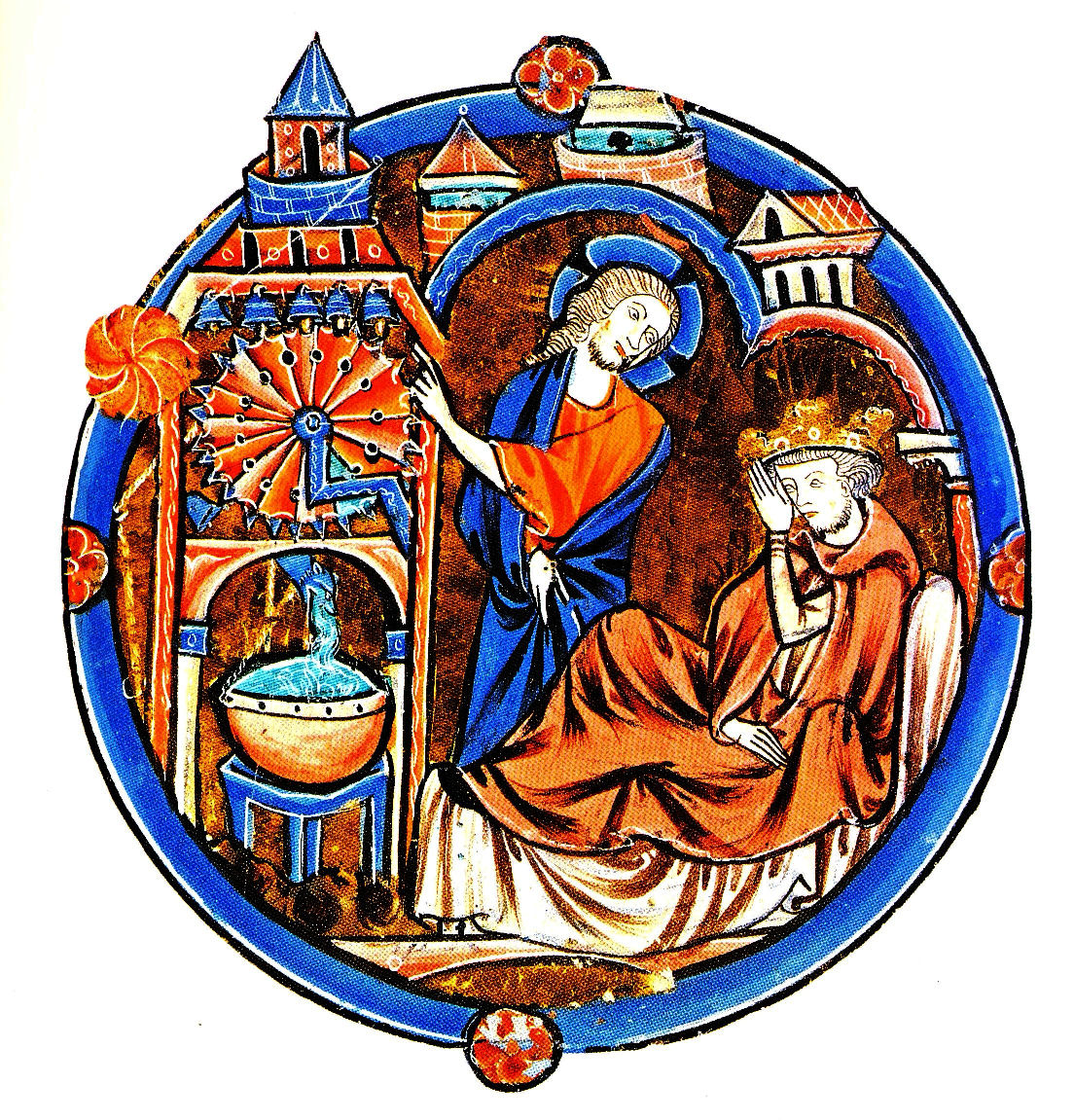
Horloge à eau et système de sonnerie, ca. 1250.

Les horloges hydrauliques, sont issues de la simple clepsydre, instrument de type 2 qui permet de constater simplement une durée. Ces horloges à eau peuvent être à écoulement ou à remplissage. Dans le premier cas il s'agit de simples bols percés d'un petit trou dans leur partie inférieure, dans le deuxième cas, elles sont alimentées à débit constant. Dans tous les cas, elles sont équipées d'un système indiquant les heures.
Dans l'Antiquité, comme pour les horloges solaires, le terme générique horologium est attribué aux horloges hydrauliques, mais il est pratiquement toujours précédé de la mention aqua en tête de chapitre, soit aqua horologium, ce qui évite toute confusion avec le cadran solaire. Dans le vocabulaire concernant sa désignation, il existe néanmoins une exception : le terme solarium est quelquefois employé indifféremment pour désigner un cadran solaire ou une horloge hydraulique, mais le contexte précise le type d'horloge dont on parle, sans la moindre ambiguïté.
À cette époque, il ne semble pas y avoir de confusion, non plus, dans les termes, entre la clepsydre et l'horloge hydraulique. Seul, Galien, utilise le terme de « clepsydre » à la place de celui d' « horloge hydraulique ».
Les instruments hydrauliques antiques ont fait l'objet de nombreuses recherches depuis le XIXe siècle jusqu'au début des années 1950. La littérature est abondante, mais les artéfacts les concernant ne représentent que 3 % du total des horologia ; les 97 % restant sont liés aux horloges solaires :
- les témoignages archéologiques sont donc peu nombreux ; excepté une horloge hydraulique conservée à Francfort, il s'agit simplement de quelques fragments de ces instruments ;
- la description de quelques horloges de ce type sont le seul fait de Vitruve, dans son ouvrage De l'architecture.

À travers ces informations, il ressort que jamais, semble-t-il, il n'est question de mécanismes compliqués autour de ces instruments. Seuls les interprètes des textes de Vitruve ont laissé leur imagination vagabonder pour nous donner de fausses idées de ces matériels.

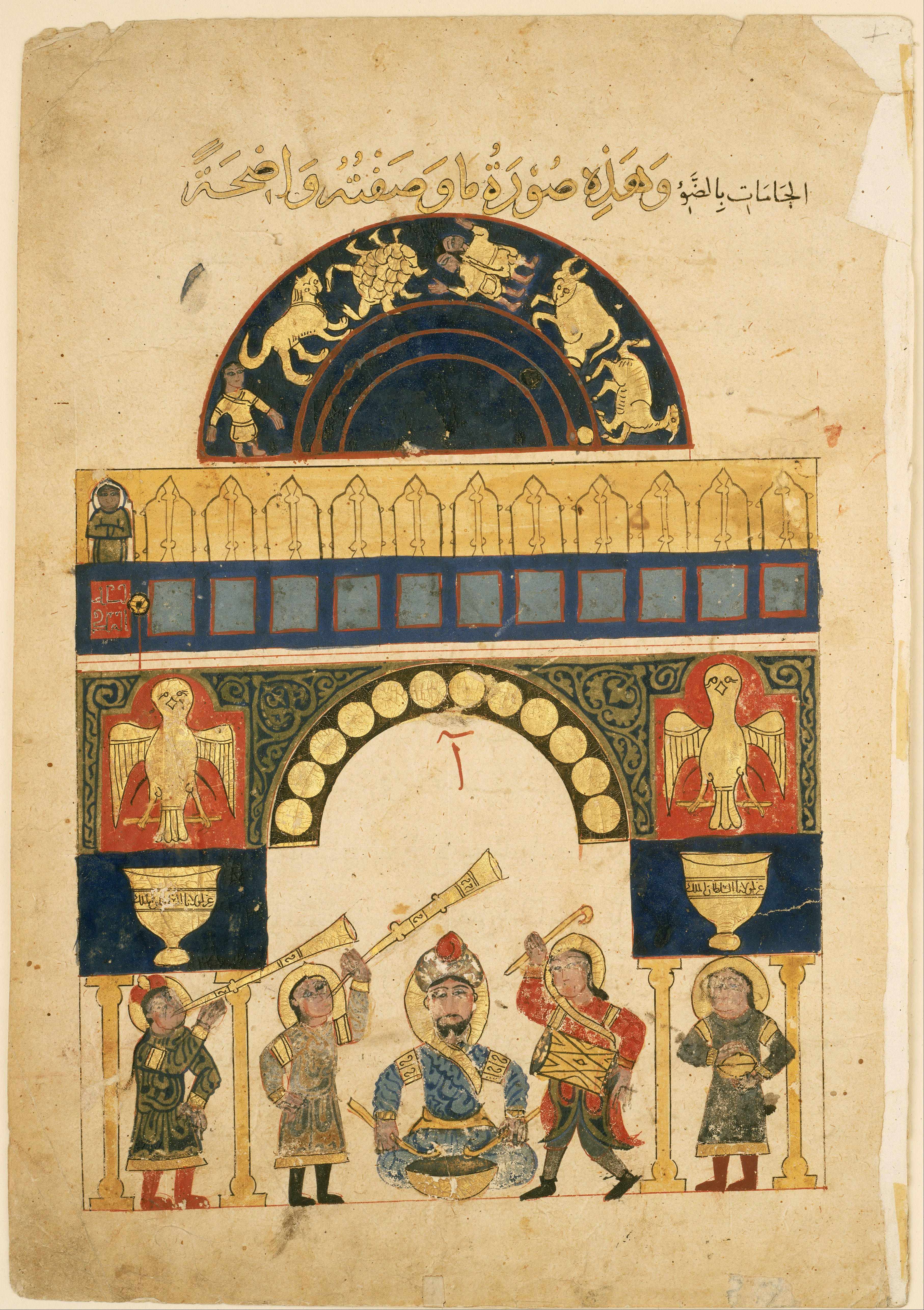
Horloge à eau d'al-Jazari, pouvant ressembler à lhorologium de Charlemagne, 1354.

Au Moyen Âge, on retrouve ces horologia en Europe occidentale. Ils (ou elles) ont été transmis directement par les Romains ou encore par l'intermédiaire de Byzance et des Arabes. C'est ainsi, qu'en l'an 806, Charlemagne se voit offrir un horologium de prestige par un ambassadeur du calife abbasside de Bagdad, Hâroun ar-Rachîd.

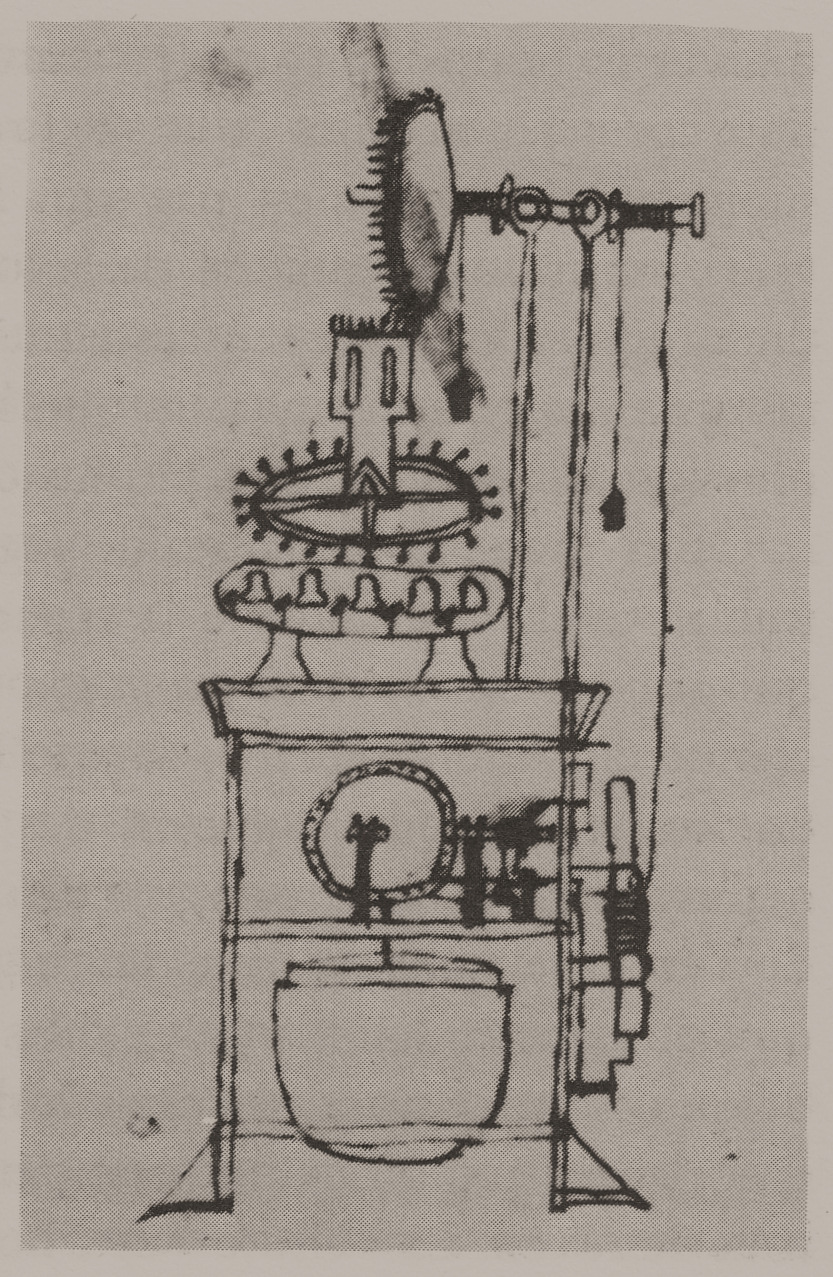
Carillon entraîné hydrauliquement, ca. 1300.

Au Moyen Âge donc, comme pour les sources antiques, des témoignages existent sur leur existence, mais les descriptions, elles, sont pratiquement inexistantes.
On peut distinguer, néanmoins, deux périodes correspondant à leur évolution :
- Au Haut Moyen Âge, avant et autour de l'an 1000 : les horologia sont employés dans les monastères - mais pas d'une façon systématique. Ils servent à indiquer l'heure de la prière, essentiellement l'heure de Matines qui régente l'emploi du temps de la journée des moines. Sur cette période il n'existe aucun vestige archéologique, la littérature cite juste l'instrument, mais jamais de description ;
- Du  XIe siècle au  XIVe siècle : Les horologia deviennent plus perfectionnés. On adjoint à l'engin hydraulique un système de sonnerie automatique. Il existe des témoignages plus précis sur ces machines[20].

À la fin de cette dernière période, à l'aube du  XIVe siècle, la confusion va revenir dans l'interprétation des horologia. S'agira-t-il d'horloges hydrauliques ou bien d'horloges mécaniques ?

### Horloges à sable

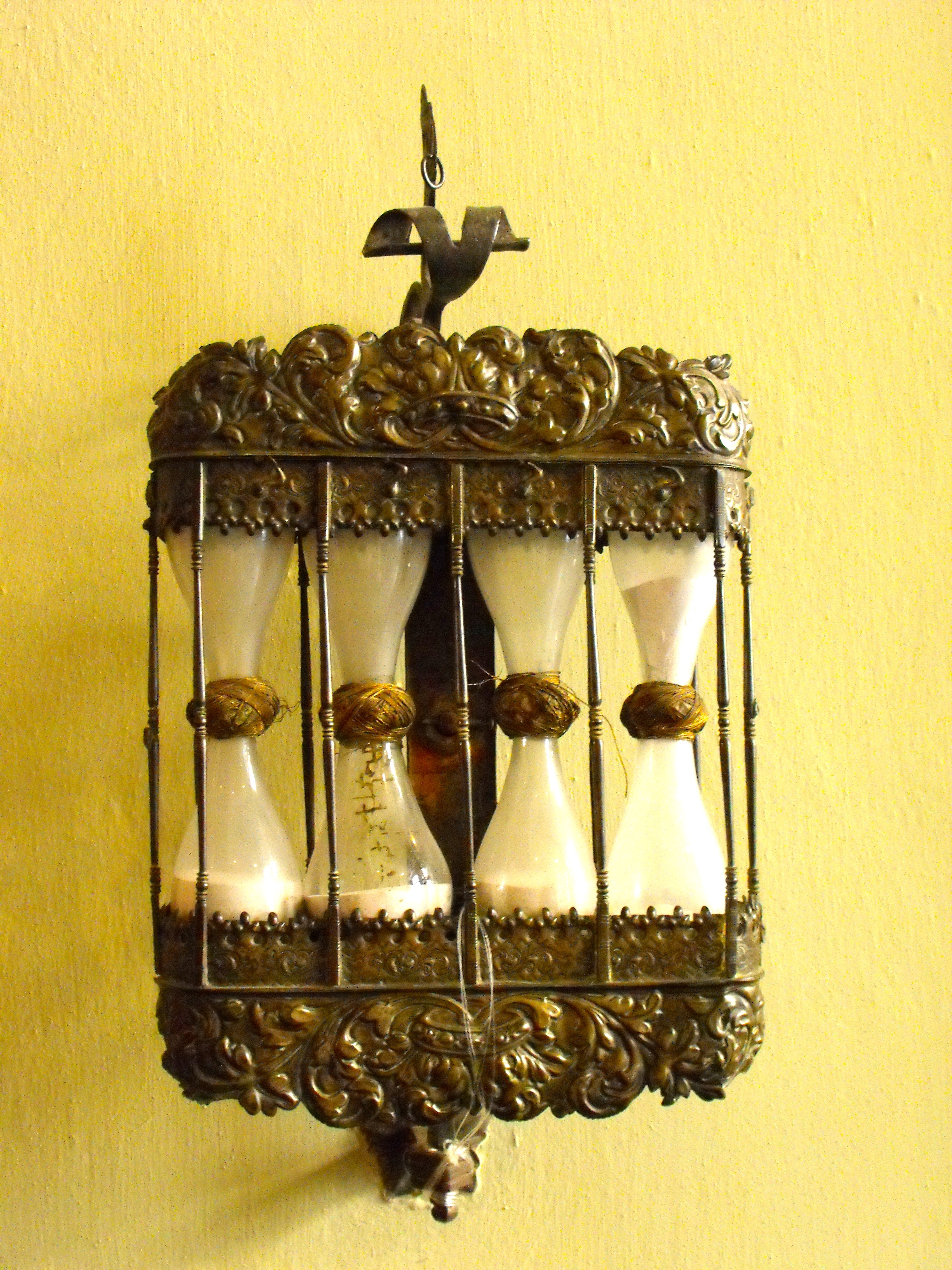
Sablier à quatre fioles, indiquant l'heure et les quarts d'heure, XVIIe siècle ?

Elles sont issues des sabliers, instruments de type 2 de la classification proposée plus haut. Ces sabliers, comme la clepsydre, sont des instruments qui n'indiquent qu'une durée, mais celle-ci est calibrée, c'est-à-dire que la durée d'écoulement de leur sable est ajusté  à un temps de référence (3 minutes, 1 heure, etc.) ; ce ne sont donc pas des horloges qui, elles sont de type 3.
Cependant, dans son usage courant, notamment dans la marine, du Moyen Âge au XVIIIe siècle, il arrive que le sablier soit qualifié d'« horloge » : ainsi, pour estimer la vitesse d'un navire, on utilisait le loch que l'on laissait dérouler pendant 28 à 30 secondes, temps correspondant à la durée d'écoulement d'un sablier dédié, ce qui donnait la vitesse en nœuds. Les marins appelaient ce sablier l'« ampoulette » ou l'« horloge », ce qui était un abus de langage. Comme dans le domaine maritime, dans l'usage courant, à la fin du XVIIe siècle, le terme « sablier » n'existe pas encore. « Horloge de sable » est l'appellation de l'époque.

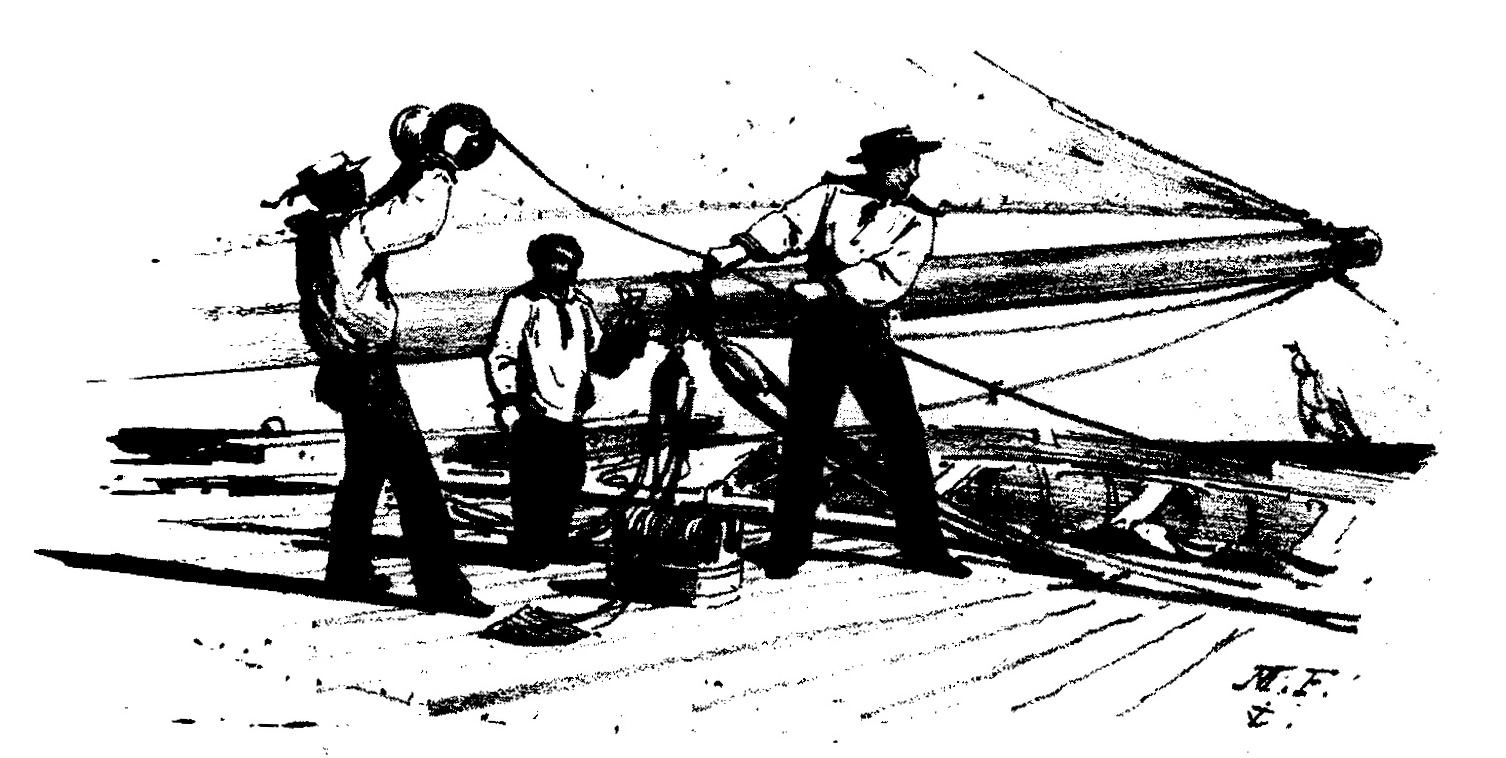
Loch et "petite horloge" de 30 secondes.
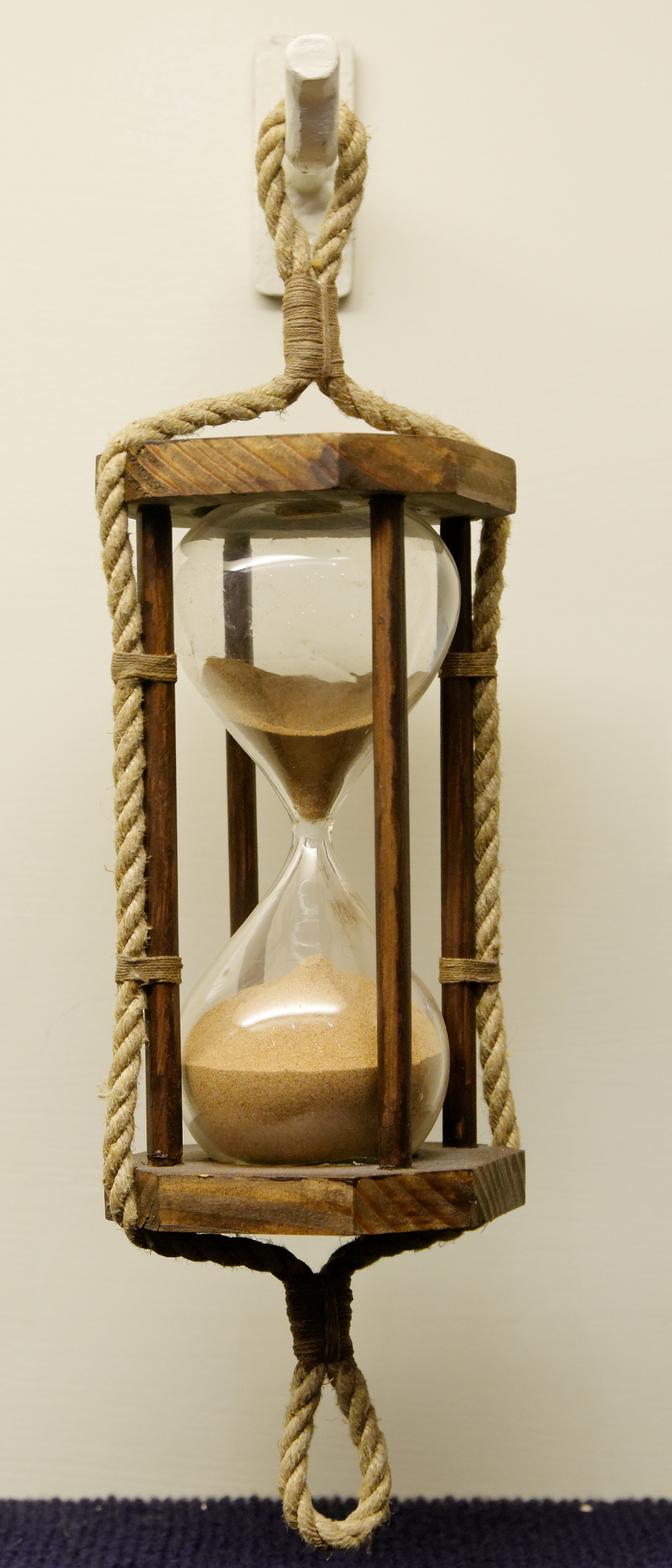
Sablier de marine.

En parallèle avec l'appellation « horloge », le terme « horologium » se retrouve dans les écrits latins dès l'apparition des premiers « verres à heures », à peu près en même temps que les horloges mécaniques. En 1313 et 1345, on constate la présence des « horloges de verre » dans des manuscrits ayant trait à la marine. Il y est question d'« arlogio » et d'« orologii vitrei ». D'autres sources indiquent leur emploi, dès l'apparition des heures égales, dans l'assistance des horloges à rouages : vérification de l'exactitude horaire de ces dernières, signal pour sonner les cloches d'horloges défaillantes (dans les années 1387 et 1414). « Les sabliers apparaissent comme des succédanés ou des horloges de secours, aux premiers temps de la technique encore imparfaite des horloges de clocher. ».
Le sablier semble aussi avoir été utilisé comme une véritable horloge : soit, par exemple, un sablier calibré de 4 heures ; si on le retourne une première fois à midi, puis, si on reprend le processus à chaque fois que l'ampoule supérieure est vide, au bout de six retournements le temps écoulé sera de 24 heures depuis le midi précédent ou de 48 heures pour 12 retournements, etc. Il est dit que Christophe Colomb employa ce moyen pour connaitre la longitude de ses bateaux ; la méthode est théoriquement correcte, mais l'incertitude de mesure devait être importante, de nombreux facteurs pouvant perturber la bonne marche du processus.
Pour l'anecdote, il a peut-être existé de véritables horloges à sable, dont le principe est calqué sur les clepsydres à tambour. Leur description est livresque. Elle date de la fin du XVIIe siècle.

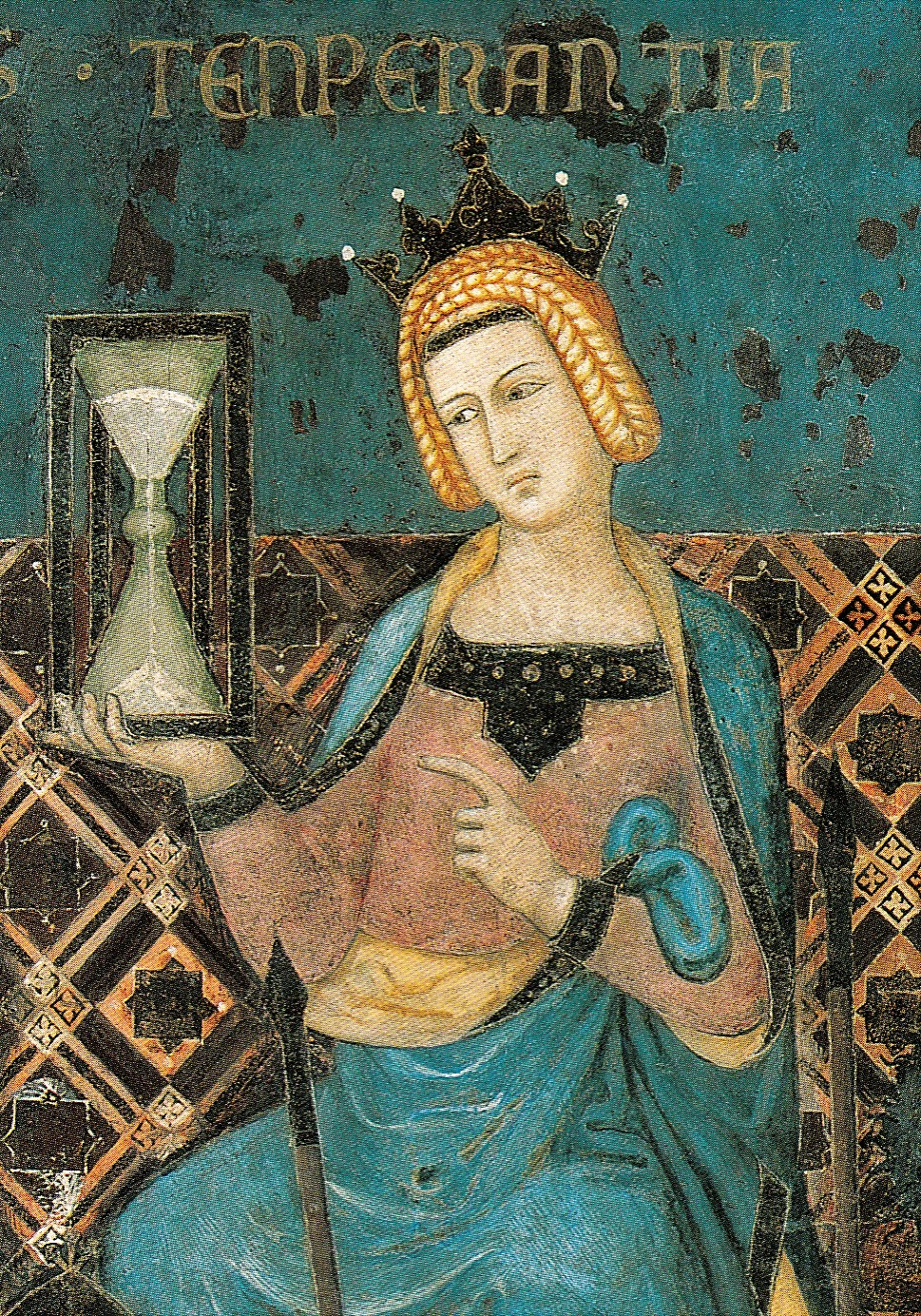
Première figuration d'un sablier, 1337-1340.
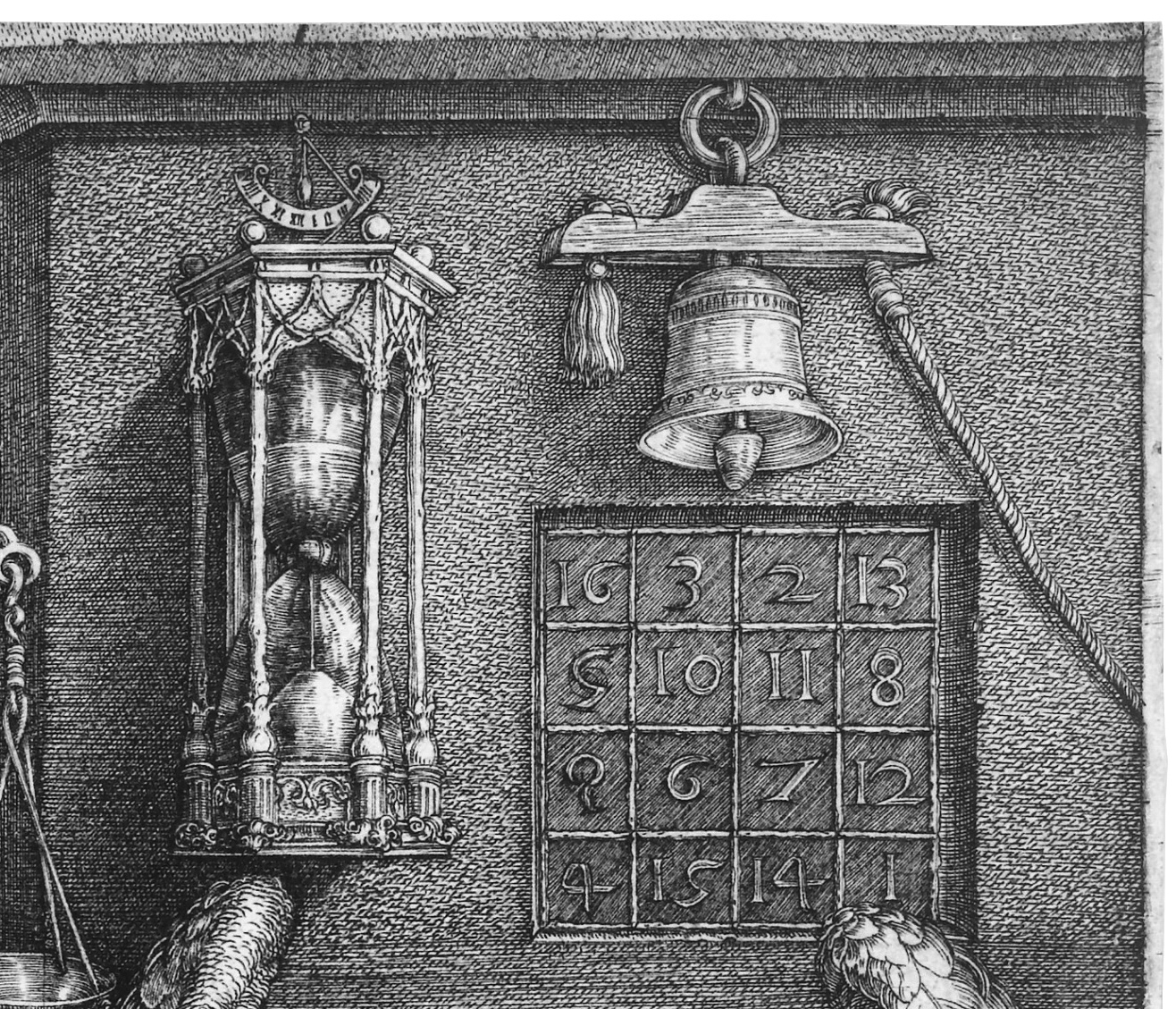
Pour sonner les heures, Dürer, 1514.
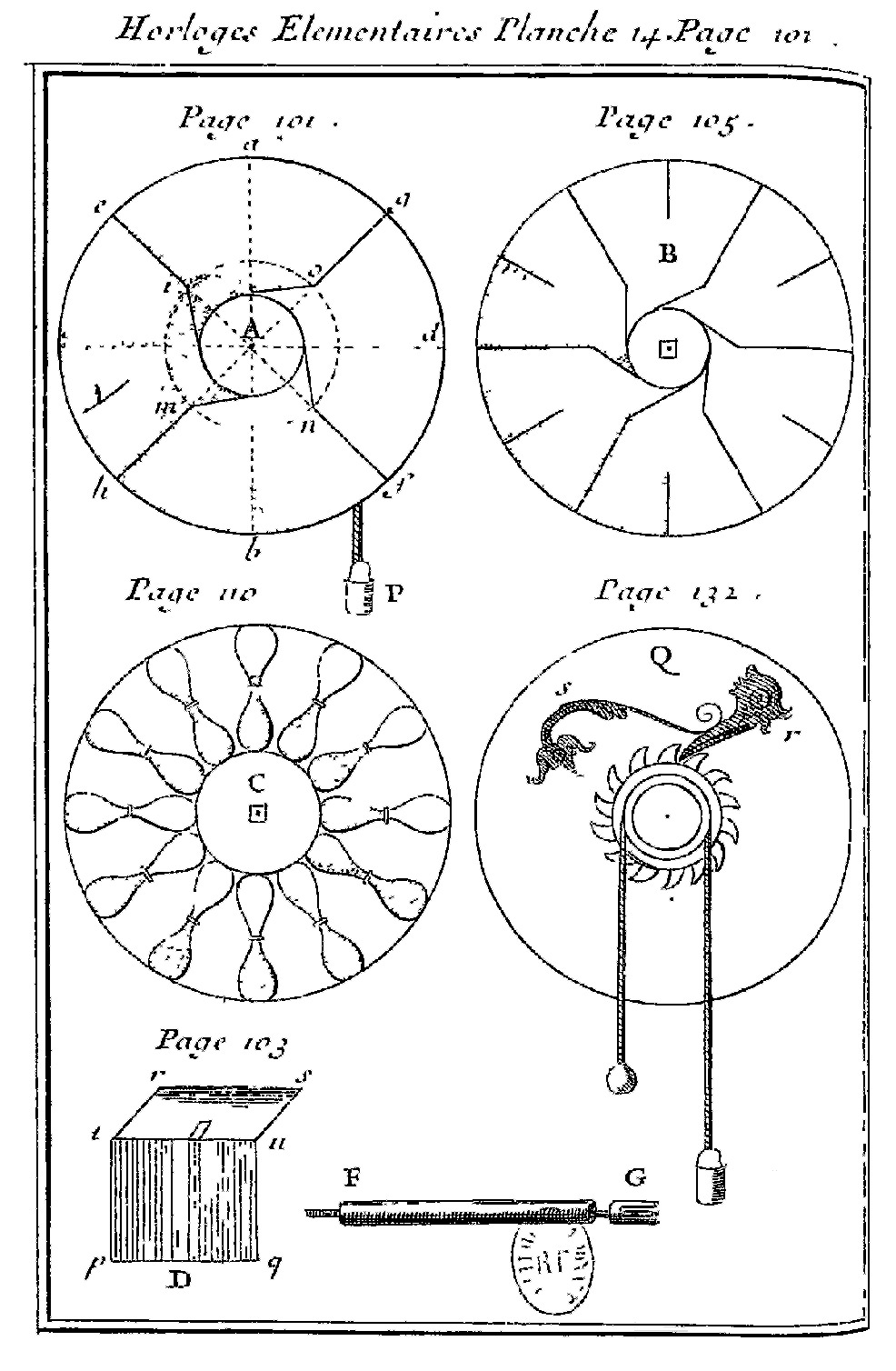
Schémas d'« horloges de sable », 1669.

### Horloges à feu
Les bougies, cierges et chandelles sont des objets dont la fonction principale est d'éclairer, mais le temps de leur combustion permet aussi d'indiquer une durée ou laps de temps. Ainsi, Saint Louis avait-il l'habitude, le soir, de lire le temps d'une bougie ; ses prières duraient plus précisément le temps de la combustion d'un modèle d'environ trois pieds de long.
Bien calibrées en diamètre, homogènes dans leur composition, graduées en heures par exemple, les bougies se transforment en horologia. que l'on désignera ici comme horloges à feu. Ainsi le roi anglais Alfred le Grand, au IXe siècle, aurait inventé les « horloges à bougie » ; ces bougies étaient graduées en sections d'environ vingt minutes. Elles lui permettaient de diviser sa journée en temps d'étude, prière et repos. Au XIe siècle, les textes de Cluny indiquent que si l'horloge ne fonctionne pas, le sacristain doit utiliser des bougies ou observer le ciel nocturne. Vers l'an 1300, au monastère de St Albans, il était interdit aux moines d'avoir des horloges à bougies (candelarum et ollarum horologia) dans leurs cellules. Plus tard, au XIVe siècle, sous le roi Charles V, « on employait une bougie de vingt-quatre heures pour diviser la journée royale en trois parties ».
L'adjonction d'un plomb, planté au niveau d'une graduation, peut transformer l'horloge en réveil : sa consumation, arrivant sur la graduation du plomb, le libère et ce dernier peut envoyer un signal sonore en tombant dans un réceptacle métallique. Pour la prière, ces bougies étaient souvent graduées de l'heure du coucher après la liturgie des complies à l'heure des matines (de 10 heures du soir à cinq heures du matin par exemple).
Pour information, des lampes à huile, graduées, seront employées comme horloges économiques ; elles étaient d'usage courant aux XVIIIe et XIXe siècles en Occident, mais leur faible ancienneté ne permet pas de les qualifier d'horologia tout comme les horloges à encens qui nous viennent d'autres civilisations.

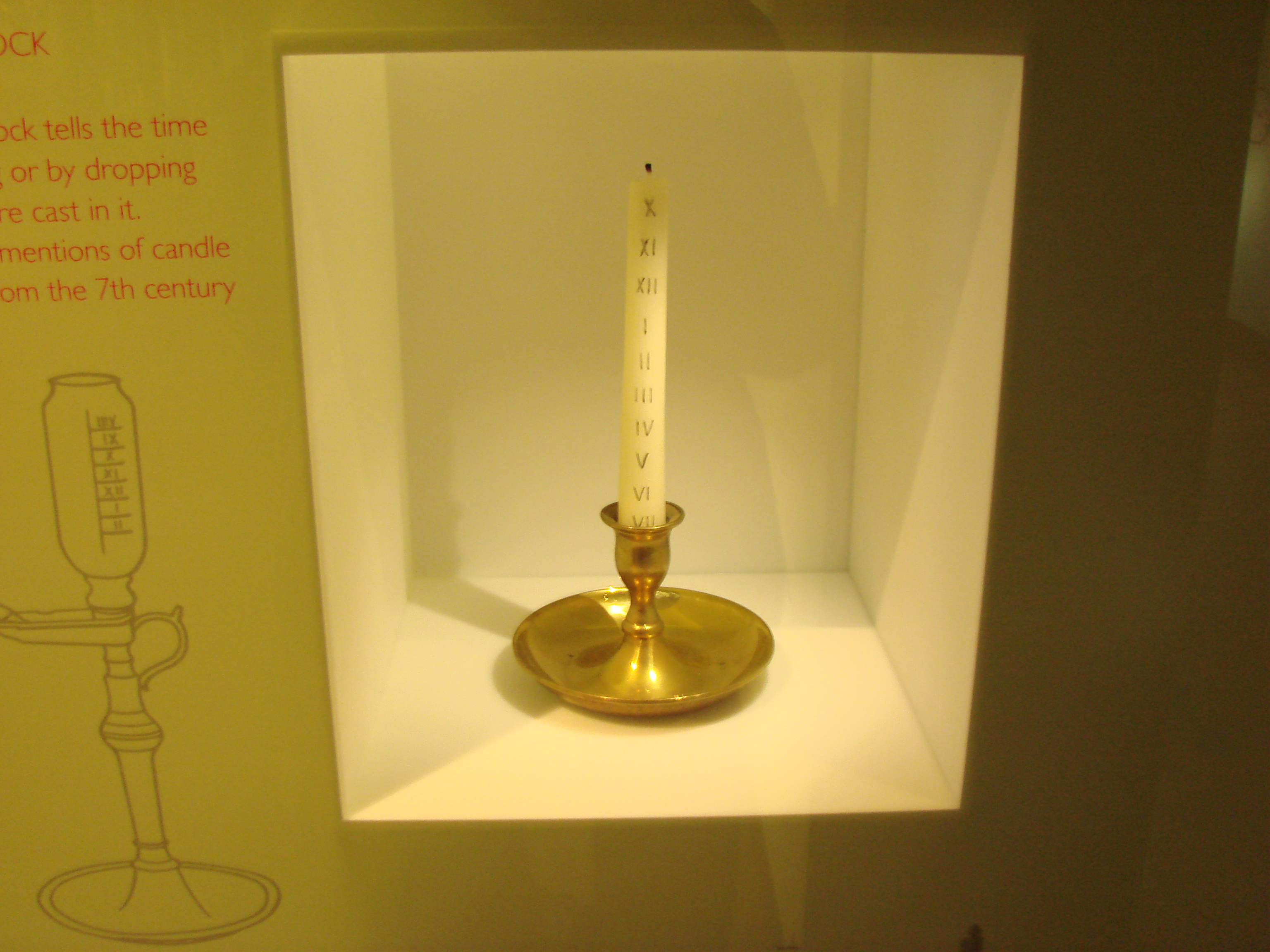
Horloge à bougie simple.
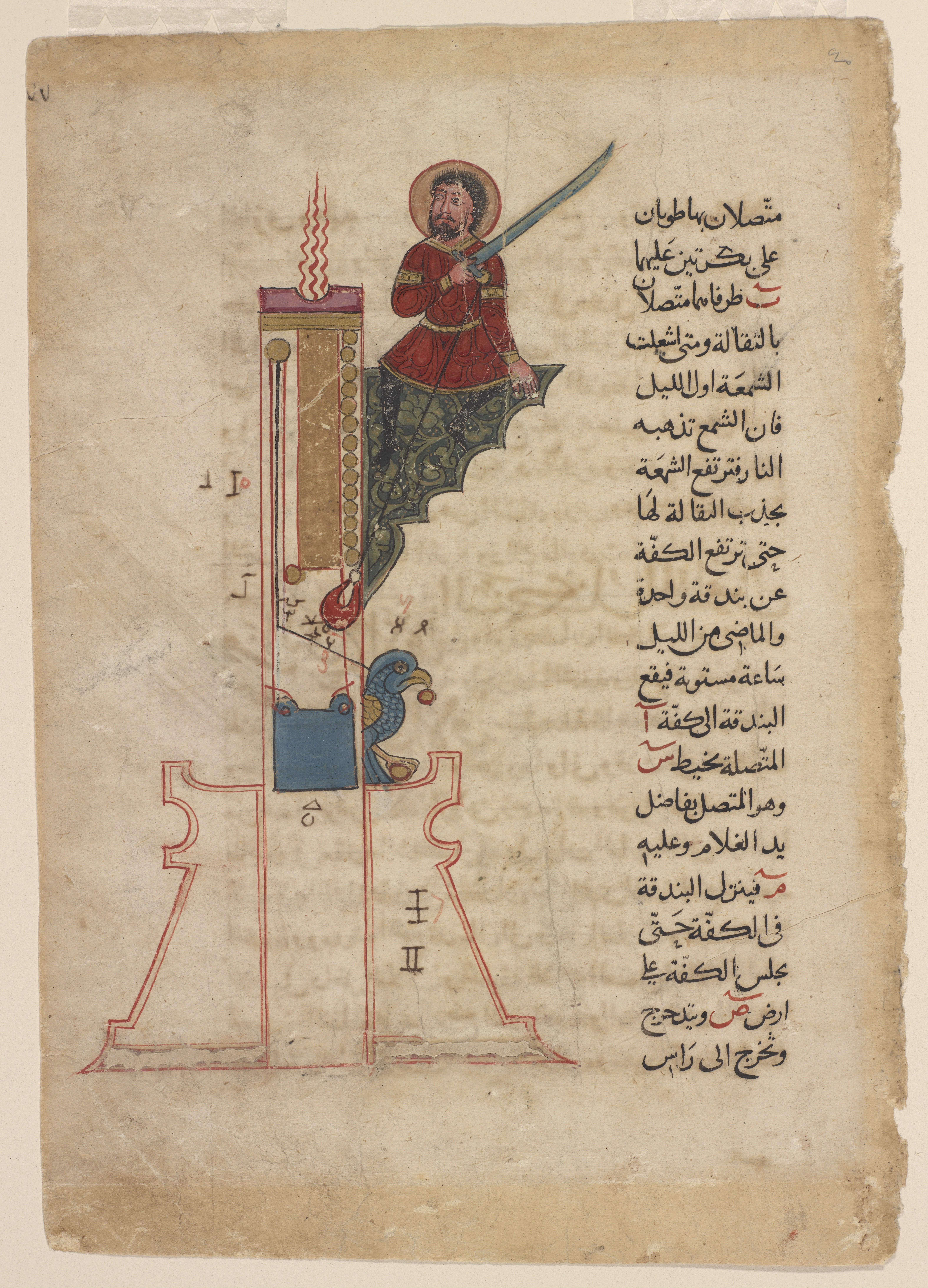
Horloge à bougie sonnante.
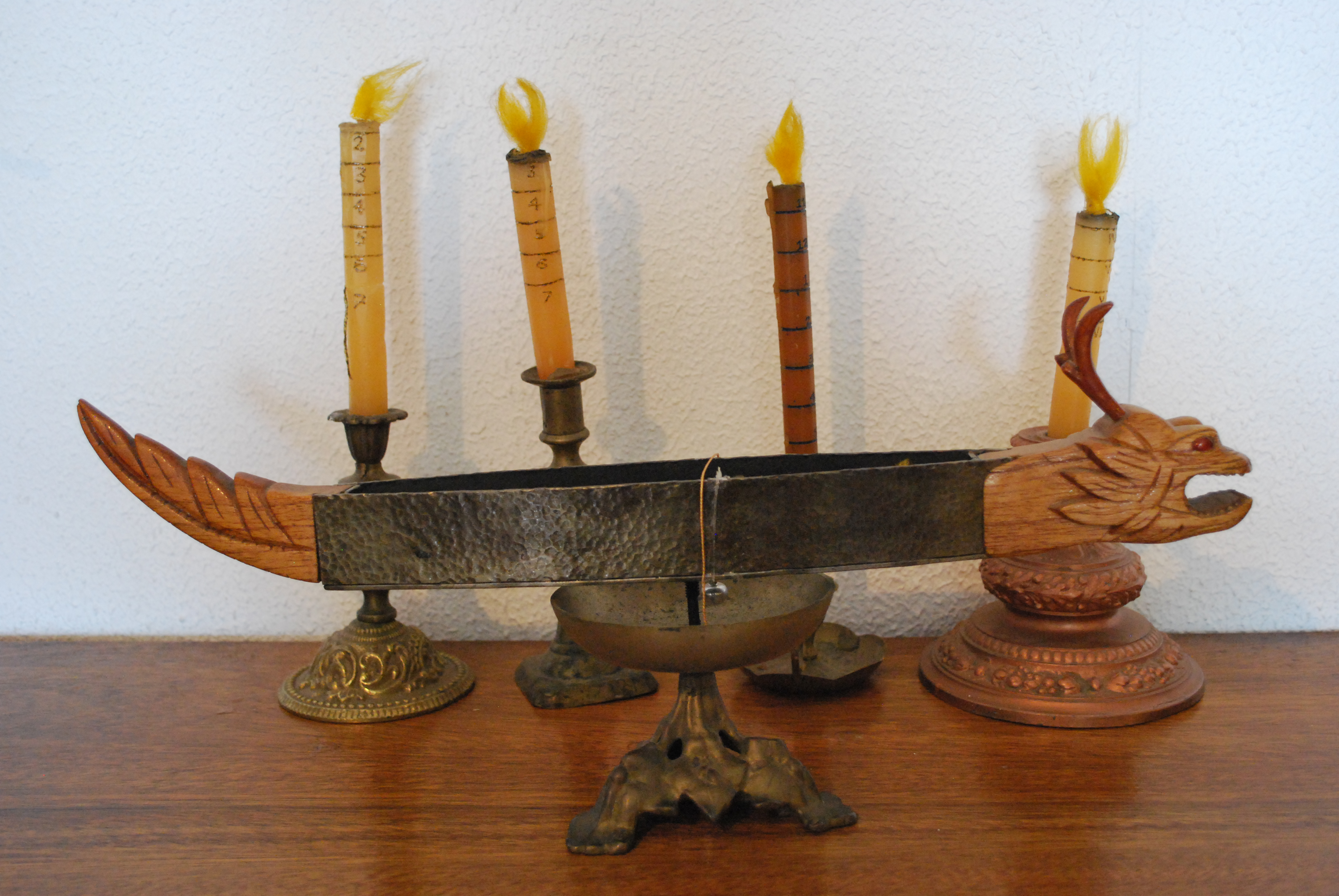
Horloge à bougies mexicaine.
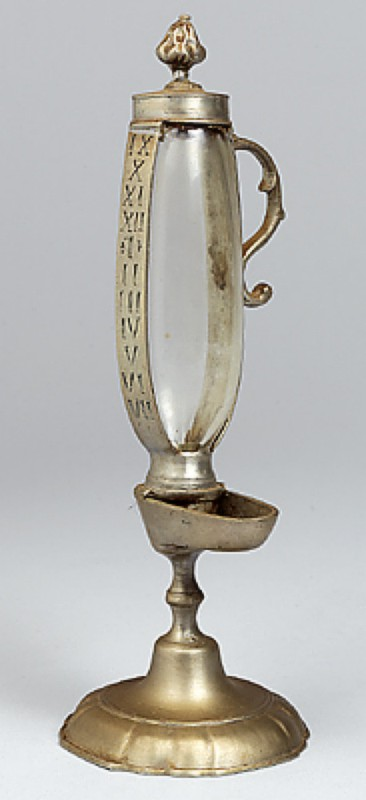
Lampe à huile-horloge.
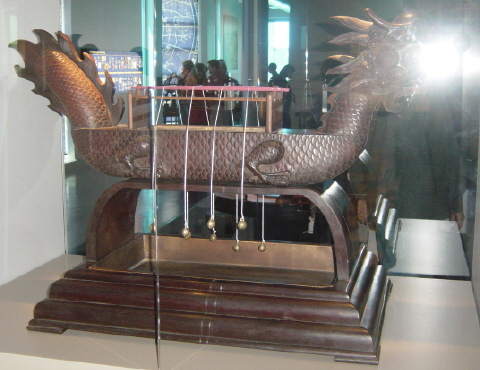
Horloge à encens.

### Horloges pneumatiques
Il ne semble pas y avoir de sources documentaires anciennes sur ce type d'horloges. Dans l'Antiquité, Vitruve attribue à Ctésibios un traité de pneumatique Les Commentaires qui ne nous est pas parvenu. On ignore si ce dernier comportait des informations sur des horologia pneumatiques. Seul, Dominique Martinelli dans son Traité des horloges élémentaires de 1669, repris par Ozanam  semble être le premier à aborder le sujet qu'il développe dans une section intitulée « Des Horloges avec l'Air ». L'imagination de l'auteur donne des directions de développement qui n'ont probablement jamais abouti.
Plus tard, de véritables horloges pneumatiques seront installées à Paris. Pour information, à la fin du XIXe siècle, l'entreprise parisienne SUDAC, produisit de l'air comprimé pour faire fonctionner les horloges publiques de la capitale, notamment celles des gares. L’air était comprimé par des machines à vapeur brûlant du charbon dans les trois usines de la société, puis expédié jusqu’aux horloges via des tuyaux posés dans les égouts à raison d'une pulsation toutes les minutes. Le manque de rentabilité obligea l'entreprise à cesser cette activité en 1927.

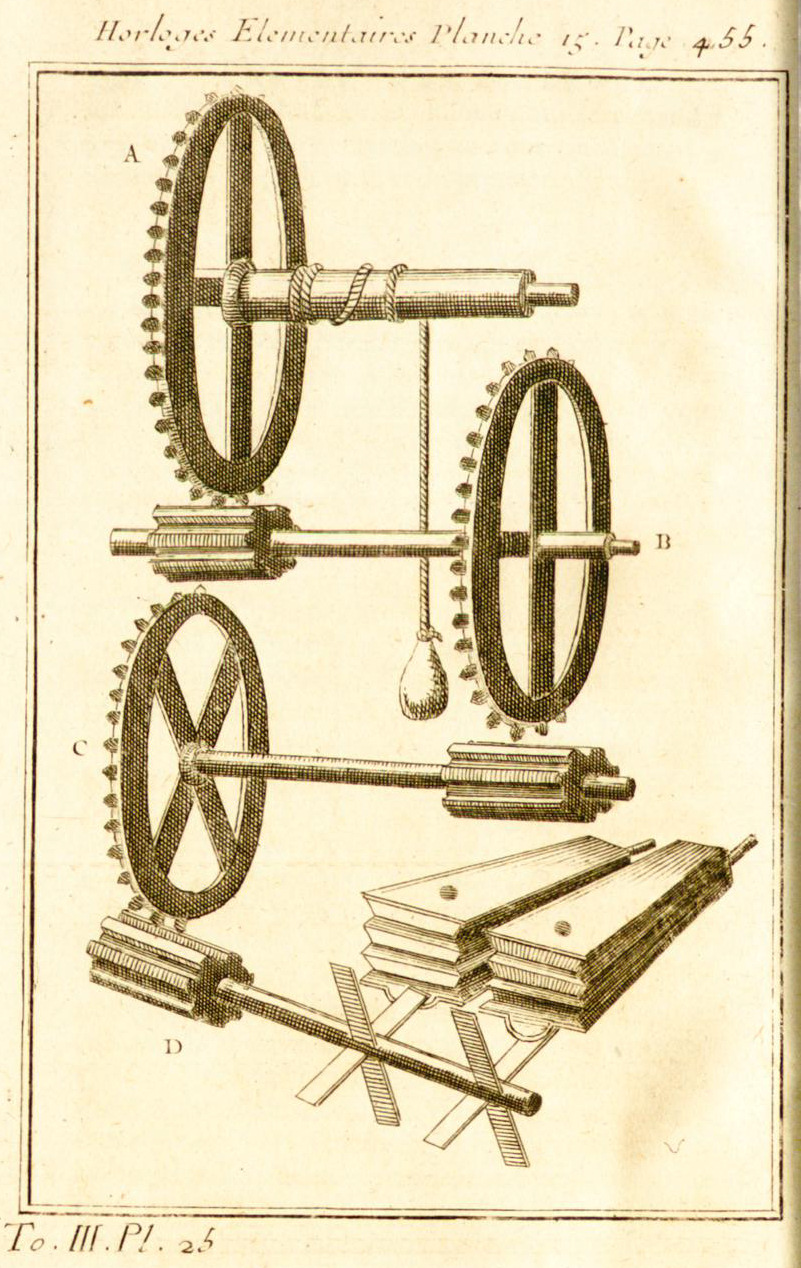
Improbable horloge à air, 1669.
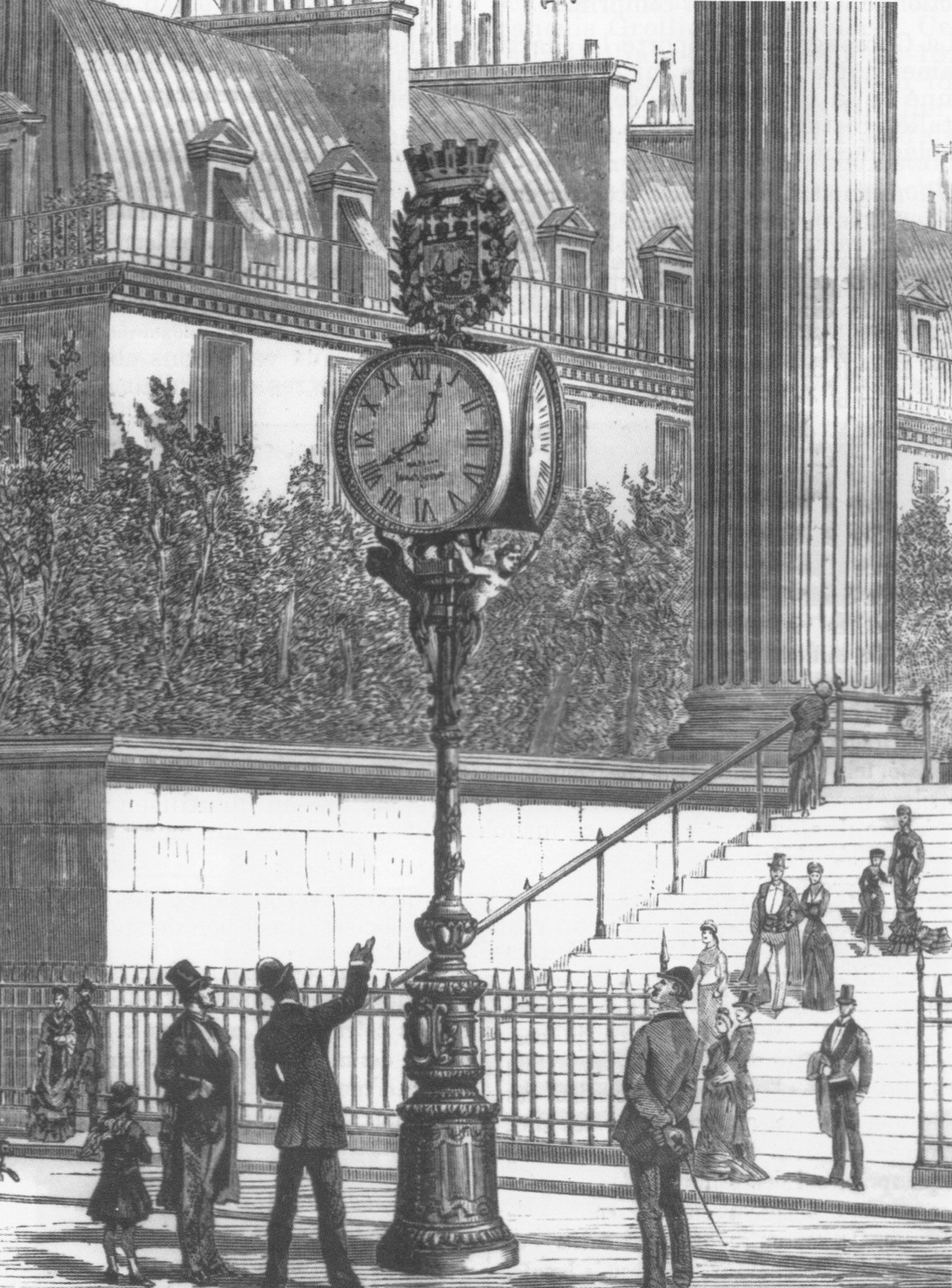
Horloge pneumatique à Paris, 1880.

## Les cloches

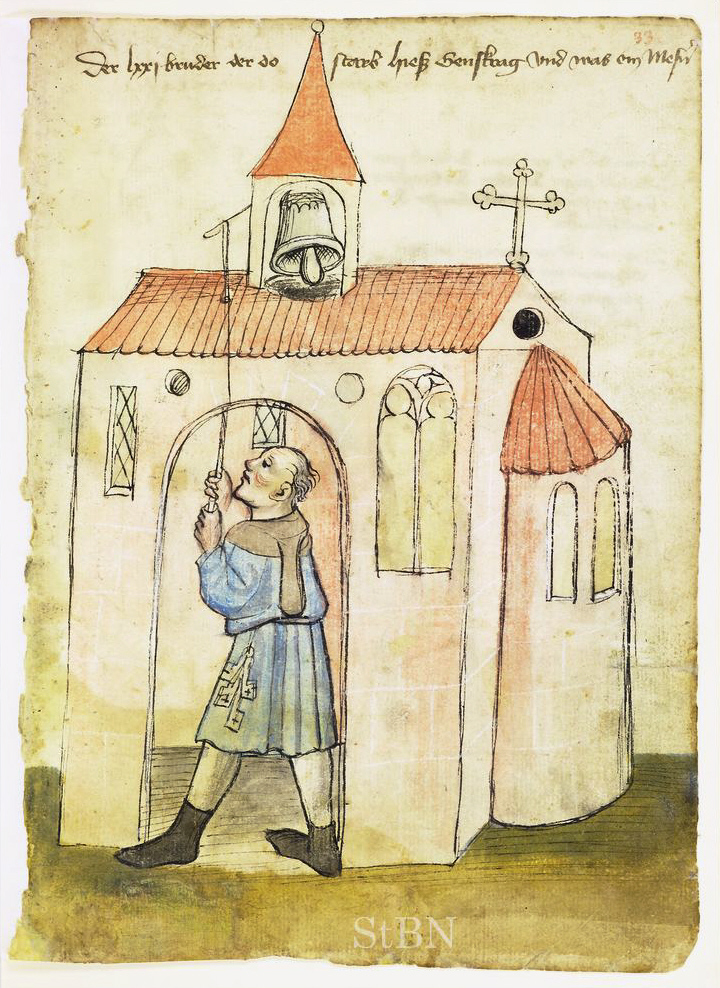
Un bedeau sonnant la cloche.

Les cloches ne sont qu'un moyen d'indiquer des instants (elles sont de type 1) ; théoriquement, ce ne sont donc pas des horloges, mais au Moyen Âge, elles ont bien été considérées comme telles et nommées « horologia ».
Animées manuellement puis mécaniquement, elles sont, en quelque sorte, le premier « média » du Moyen Âge :
Dès le Haut Moyen Âge, les cloches ont sonné les heures canoniales. La légende voulait que ce soit le pape Sabinien, au VIIe siècle, qui ait ordonné cette signalisation, mais à cette époque peu d'églises et monastères possédaient une cloche. Ce n'est qu'au IXe siècle que des écrits apportent la preuve de cette sonnerie des heures ; la règle des bénédictins propose une méthode pour signaler ces instants qui marquent la journée des moines.
Quatre cents ans plus tard, au XIIIe siècle, d'autres manuscrits indiquent comment signaler les douze heures (temporaires) de la journée. Déjà au XIe siècle, les communes libres font élever des beffrois dont les cloches marquent non plus le temps religieux mais le temps civil.
En fonction de l'évolution des techniques, les heures ont d'abord été indiquées généralement à partir des cadrans canoniaux, puis des horloges hydrauliques avec ou sans réveil intégré. Au signal, le préposé sonnait les heures à la cloche de la communauté, d'où le nom d'« horologium » employé par facilité et attribué sans distinction à la cloche et à la véritable horloge.

## Horloges mécaniques et dérivées

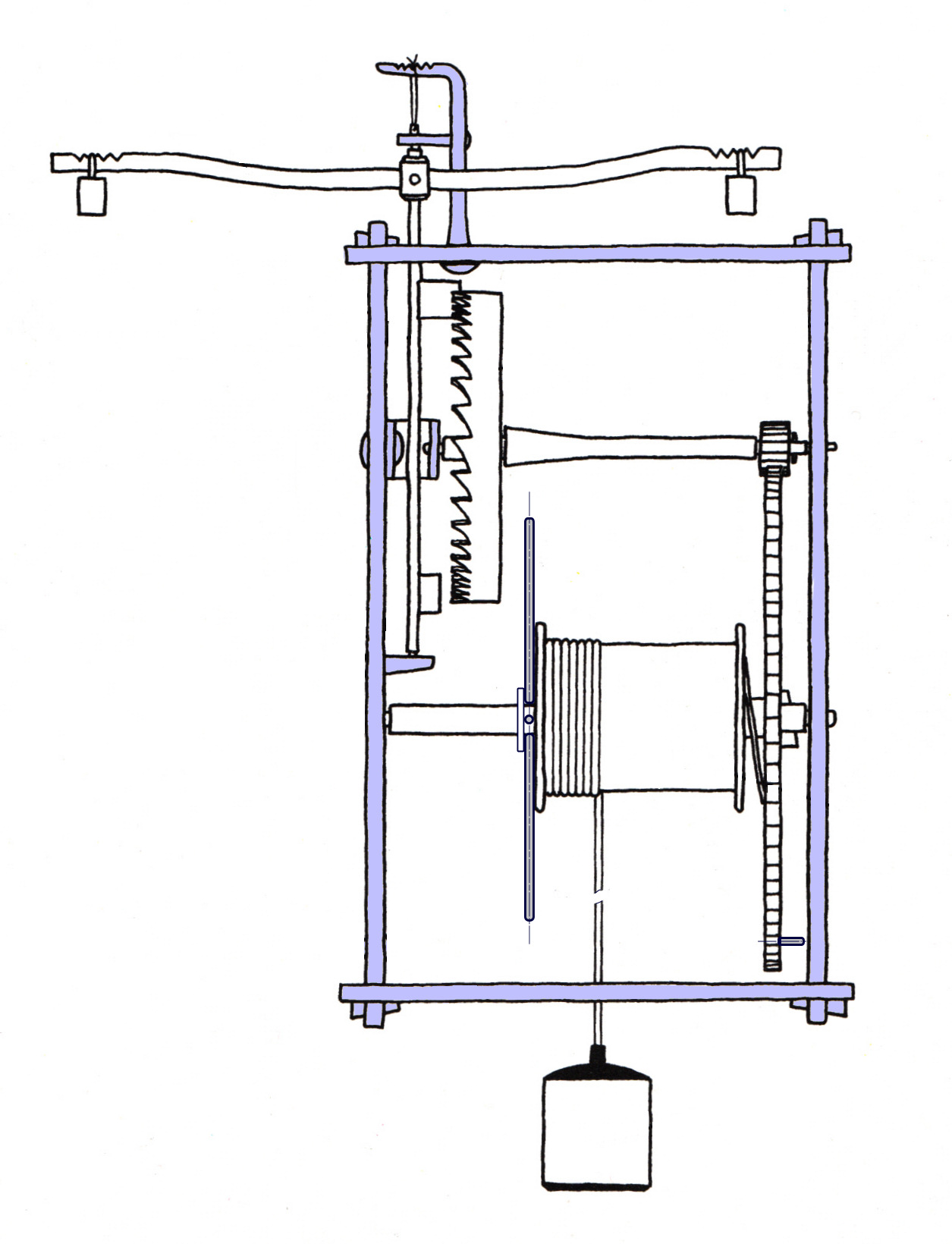
Mécanisme possible d'une horloge primitive du XIVe siècle, sans système de sonnerie.

« L'ambiguïté entretenue par le mot horologium rend très difficile de préciser la date d'apparition de l'horloge mécanique ».
À l'origine, les horloges mécaniques ne sont qu'un remplacement « mécanique » d'un système hydraulique sonnant une heure particulière sur la cloche de la communauté. Cette invention, passant inaperçue, conserve l'appellation horologium dans le langage de l'époque et se confond avec les horloges hydrauliques prédominantes.
« Les meilleurs historiens de la mesure du temps s'accordent aujourd'hui à situer la naissance de l'horlogerie mécanique à la fin du XIIIe siècle ». Ce n'est que plus tard, vers les années 1330 que l'ambiguïté entre horloges hydrauliques et horloges mécaniques cessera, à propos de l'innovation majeure concernant la nouvelle méthode de sonner les heures ; cette « nouveauté passionnante » a été très vite désignée différemment : « horologium pulsatile », « horologium horas diei et noctis indicans », « horacudium », etc.
Ces nouveaux instruments, à l'origine encombrants, mus par poids et plus tard à ressort, étaient placés à demeure dans des lieux fixes ; encore utilisés aujourd'hui, ils sont destinés à marquer et, éventuellement, sonner les heures. Une « horloge », dans le langage courant d'aujourd'hui correspond à ce type d'instrument ainsi qu'à tous ses transfuges.

L'innovation, horloge sonnant les heures
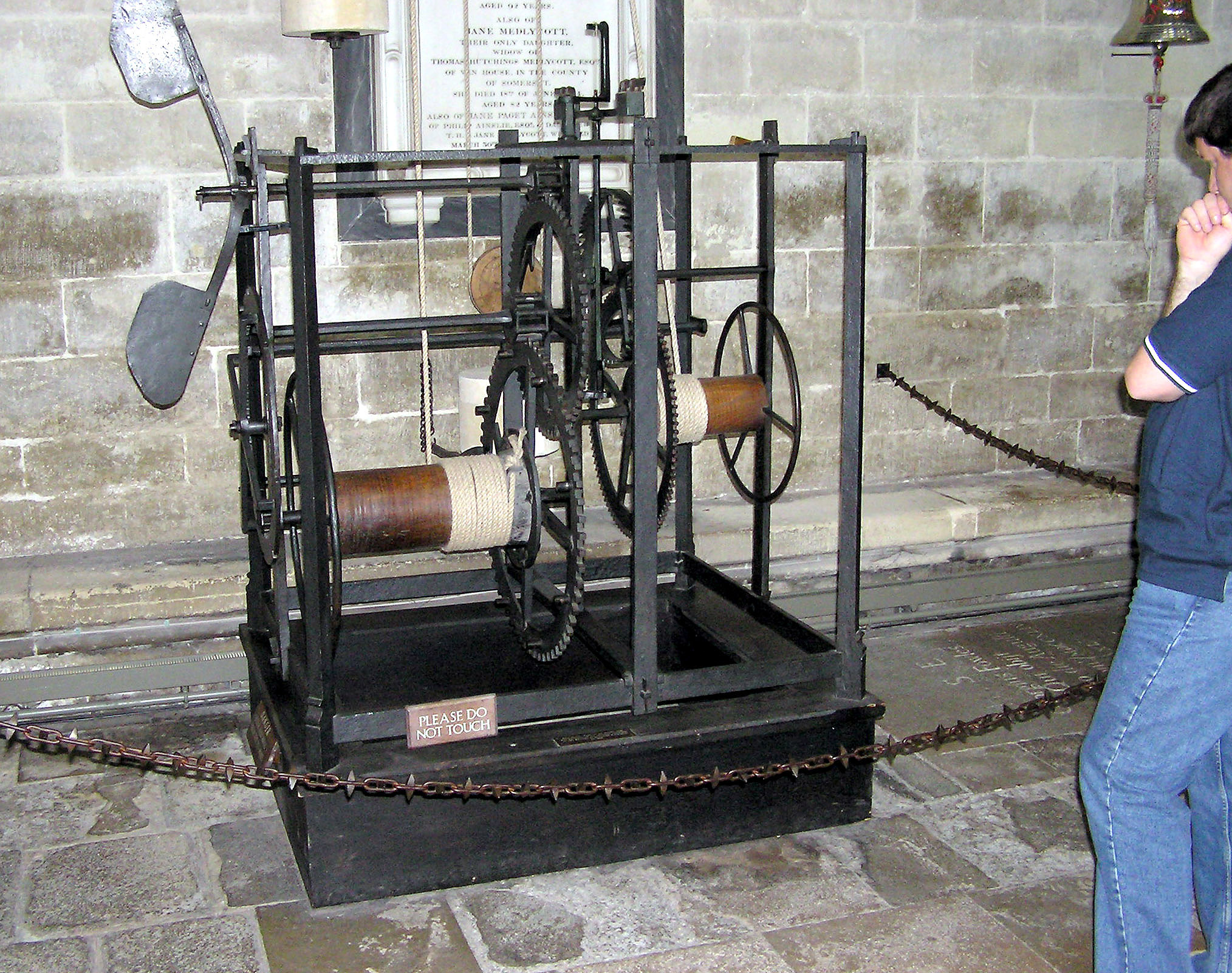
1386, l'horloge de la cathédrale de Salisbury,
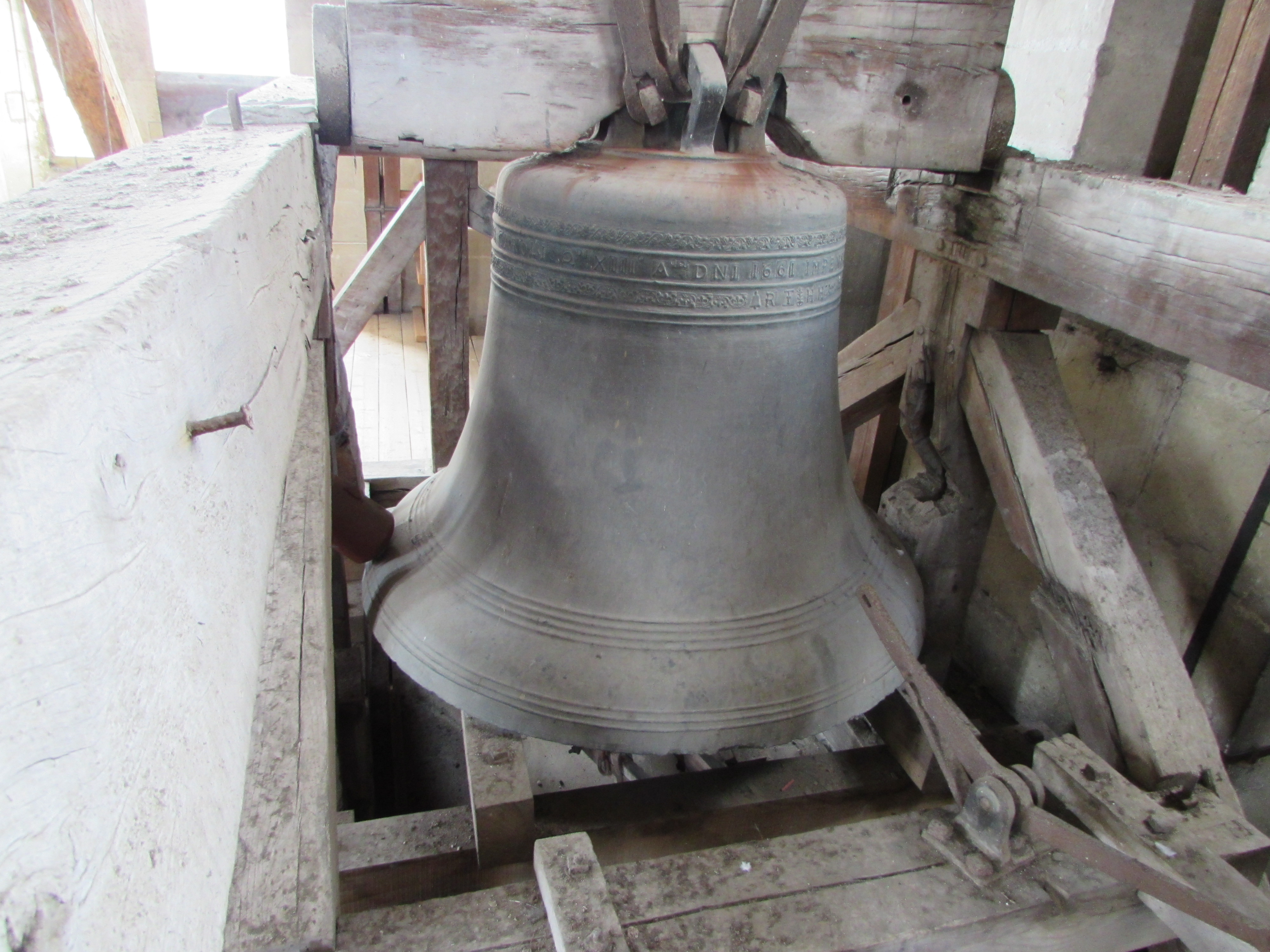
et sa cloche des heures.

Depuis leur origine, elles se sont considérablement complexifiées ; aussi ne seront citées ici que les différents types ou appellations d'horloges et leurs dérivées, sans essayer d'être exhaustif ni d'en faire une classification :
- les horloges à poids et à foliot : les horloges d'édifices et les horloges publiques, les horloges monumentales, les horloges astronomiques ;
- Les horloges à pendule : les comtoises, les régulateurs ;
- leurs miniaturisations : les horloges murales, à ressort dites de table, les pendules, les montres mécaniques ;
- leurs dérivées : les horloges pneumatiques, électriques, les horloges et montres à quartz, les horloges radio-pilotées, les horloges atomiques, etc.

En août 2024, les chercheurs ont présenté la première horloge nucléaire au monde, marquant une avancée dans la mesure du temps. Développée par le JILA, le NIST, IMRA, et le Centre de Vienne pour la science et la technologie quantiques, elle utilise des noyaux de thorium pour améliorer la précision. Bien que le prototype ne surpasse pas encore les horloges atomiques, il représente une étape vers une mesure du temps plus précise et permet l'étude des constantes physiques fondamentales.

## Galerie
- Horloges du XIVe au XVIe siècle

Horloges du
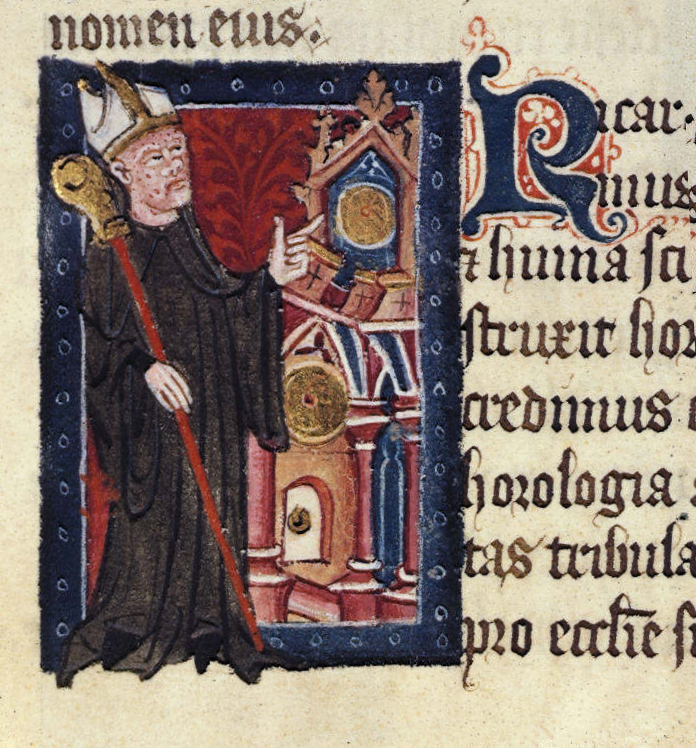
L'horloge astronomique de Richard de Wallingford († 1338).
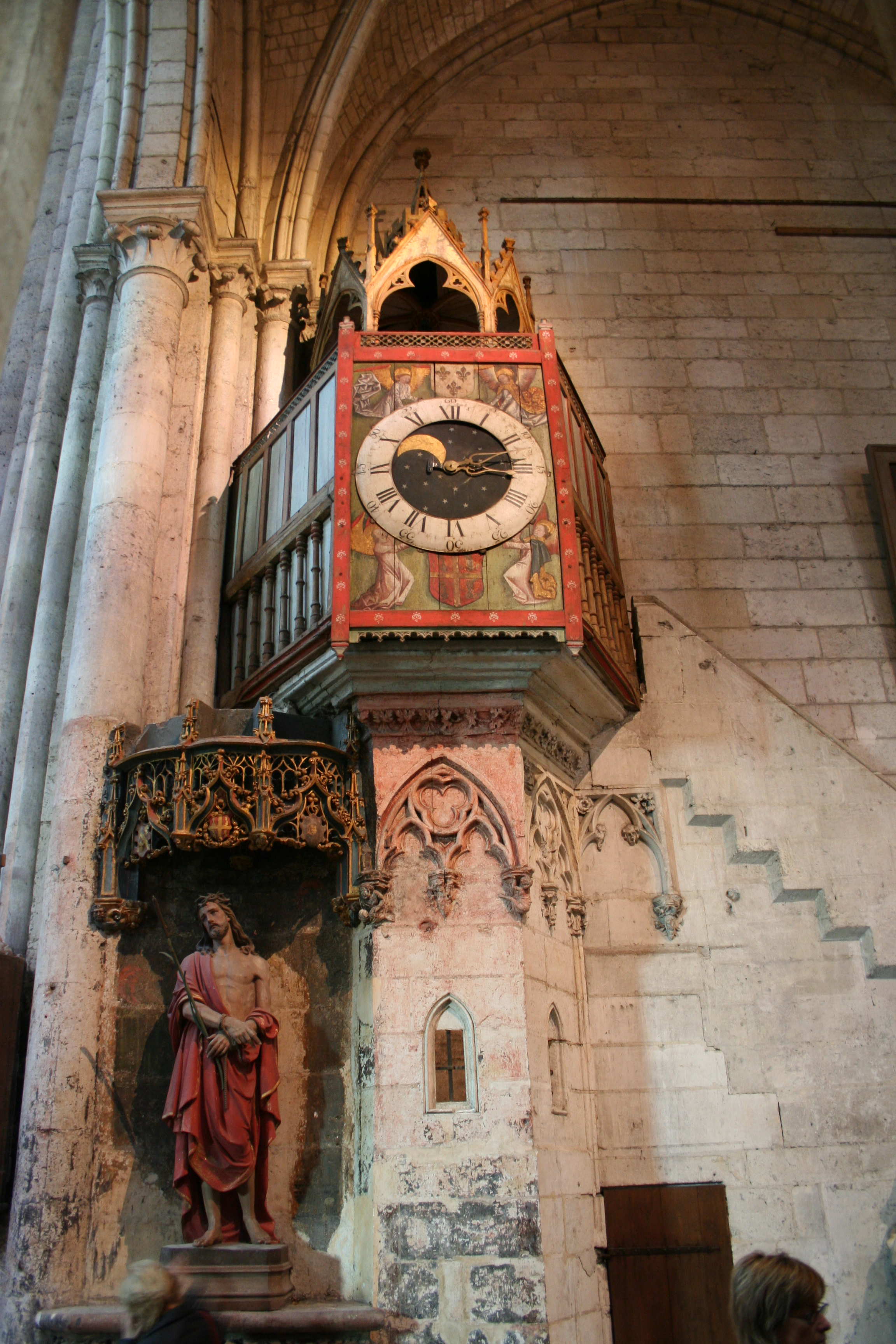
Horloge à carillon, 1323 à 1500, Beauvais.
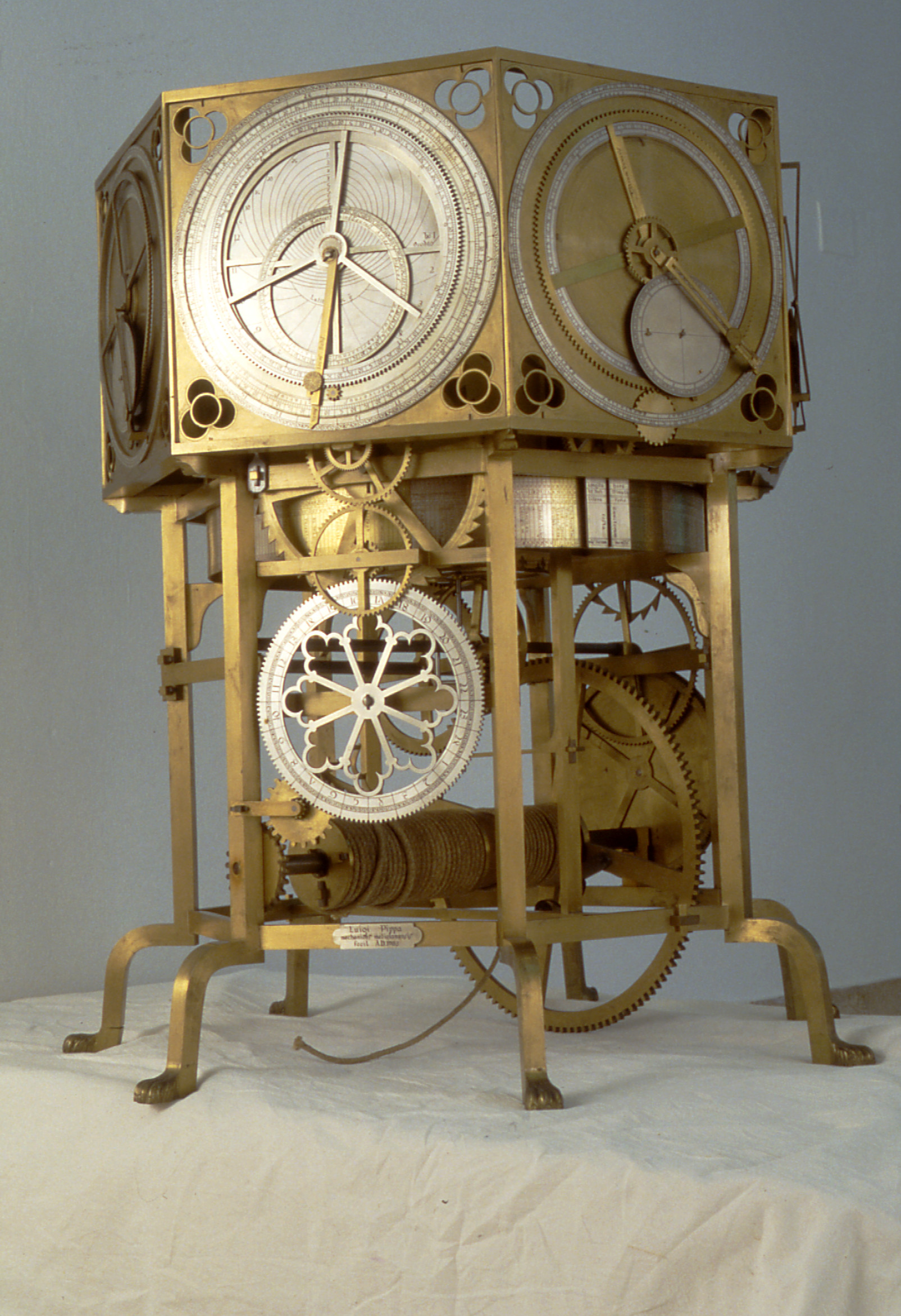
L'astrarium de Dondi, ca. 1365.
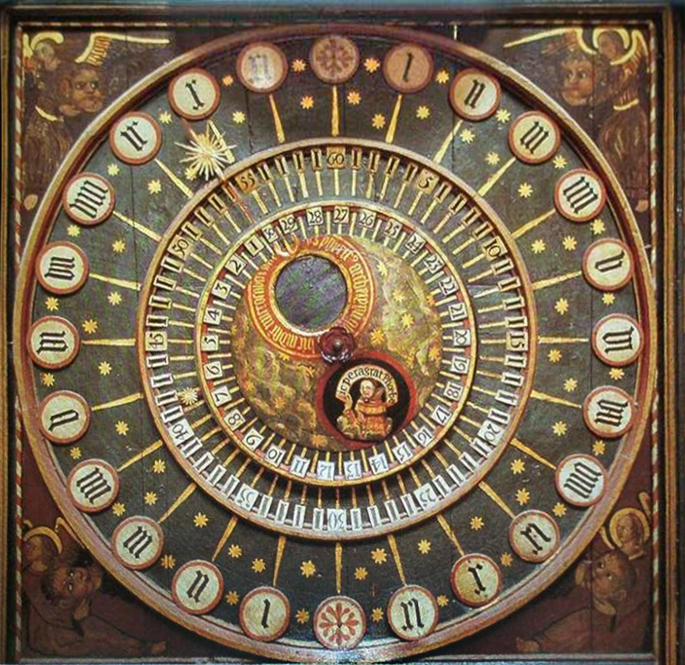
Horloge astronomique, Wells, ca. 1390.
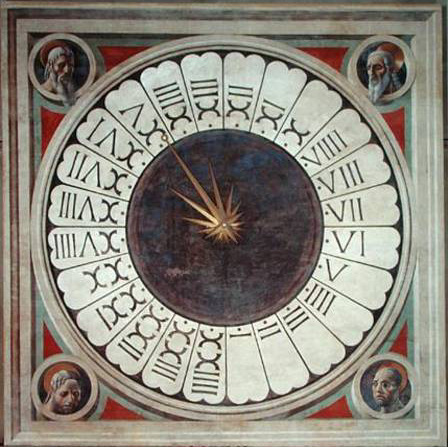
Horloge du Duomo de Florence, 1443.
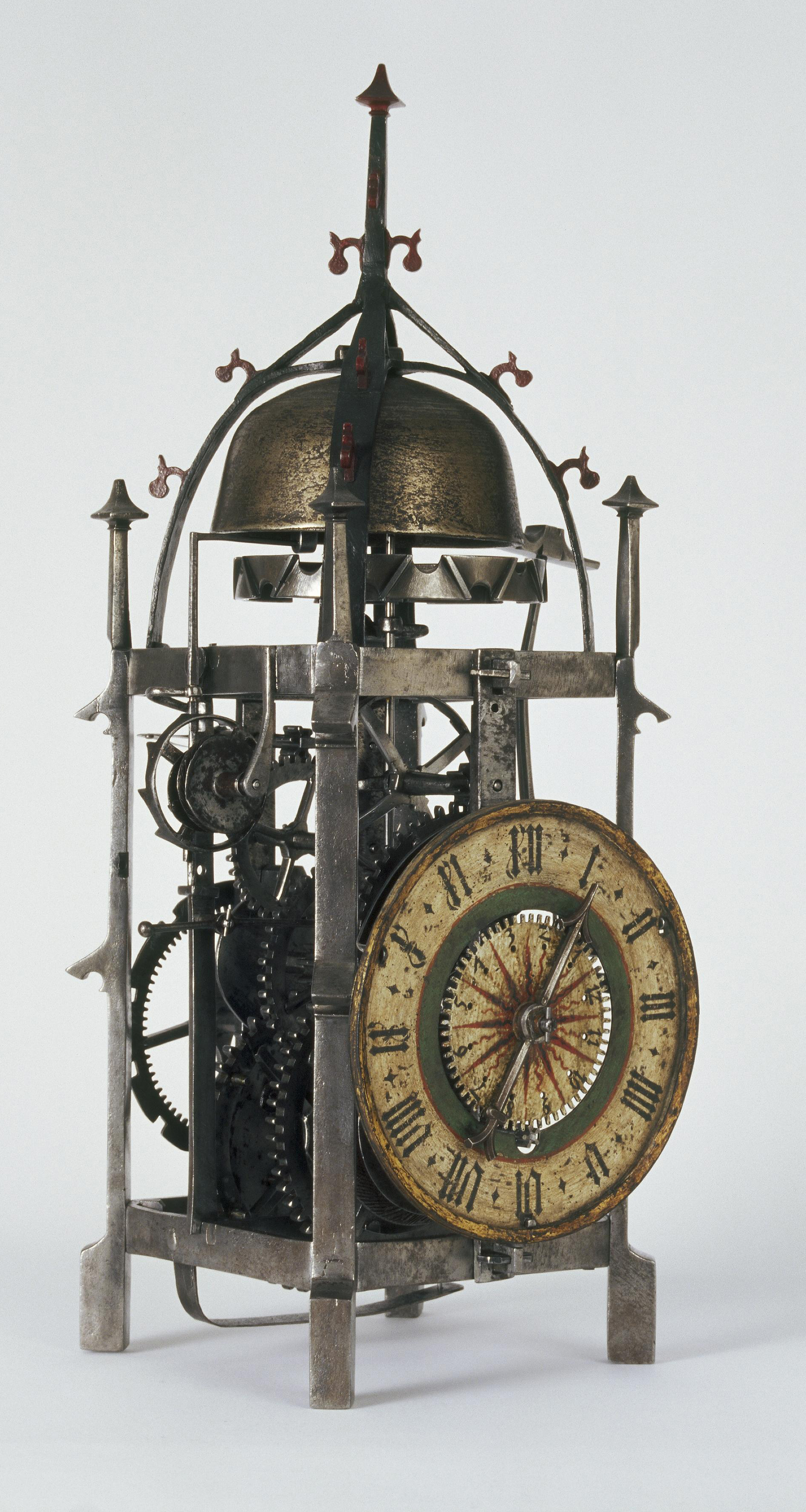
Horloge lanterne, XVIe siècle.
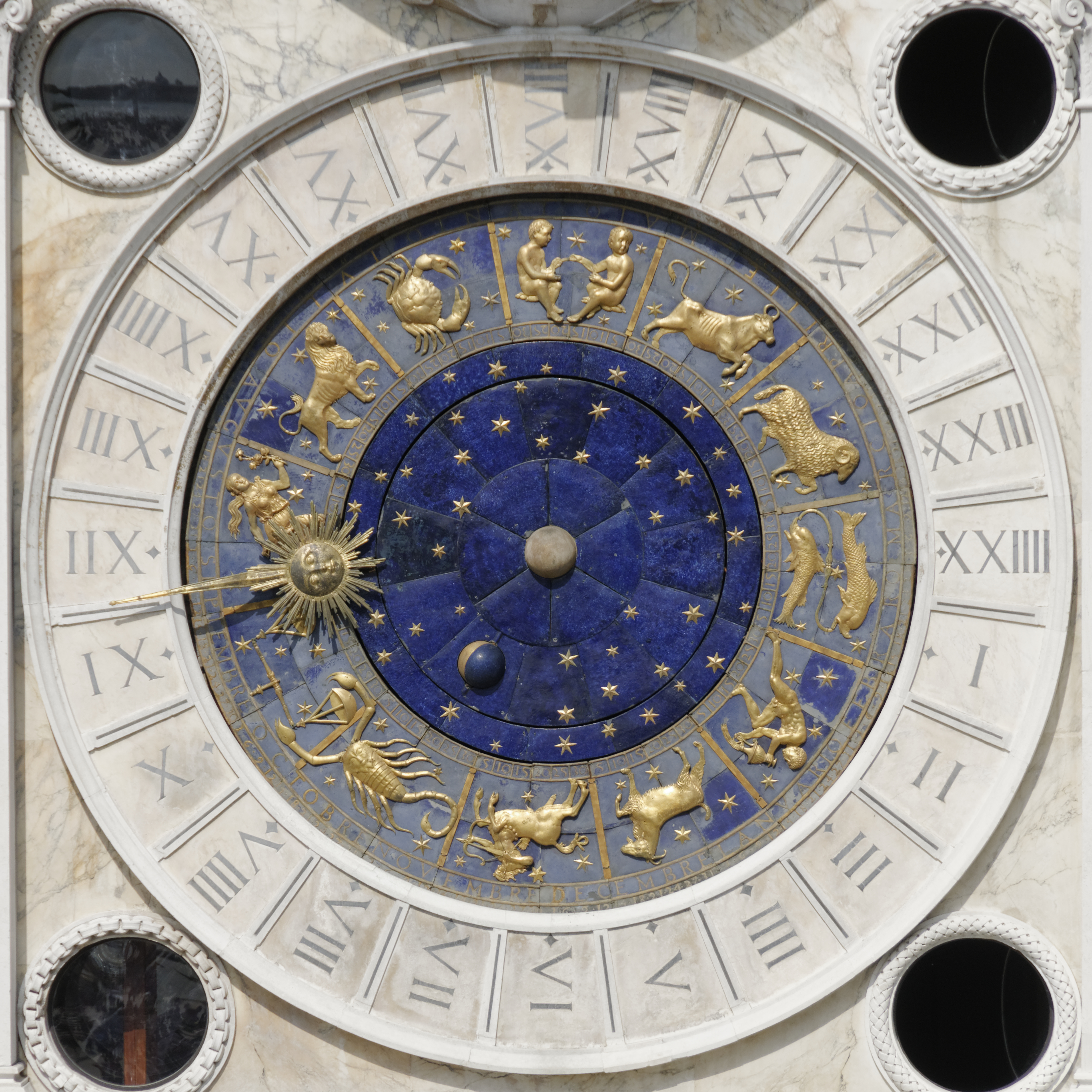
Horloge, place Saint Marc, Venise, à partir de 1500.